# Église Sainte-Radegonde de Poitiers
Pour les articles homonymes, voir Église Sainte-Radegonde.
L'église Sainte-Radegonde de Poitiers est une église catholique romaine située à Poitiers, entre la cathédrale Saint-Pierre et la rivière Clain, dans le département de la Vienne et la région Nouvelle-Aquitaine. 

Construite au VIe siècle par la reine des Francs Radegonde sous le vocable de Sainte-Marie-hors-les-murs, l'église est renommée Sainte-Radegonde à la mort de sa fondatrice en 587 après que son corps y fut inhumé. 

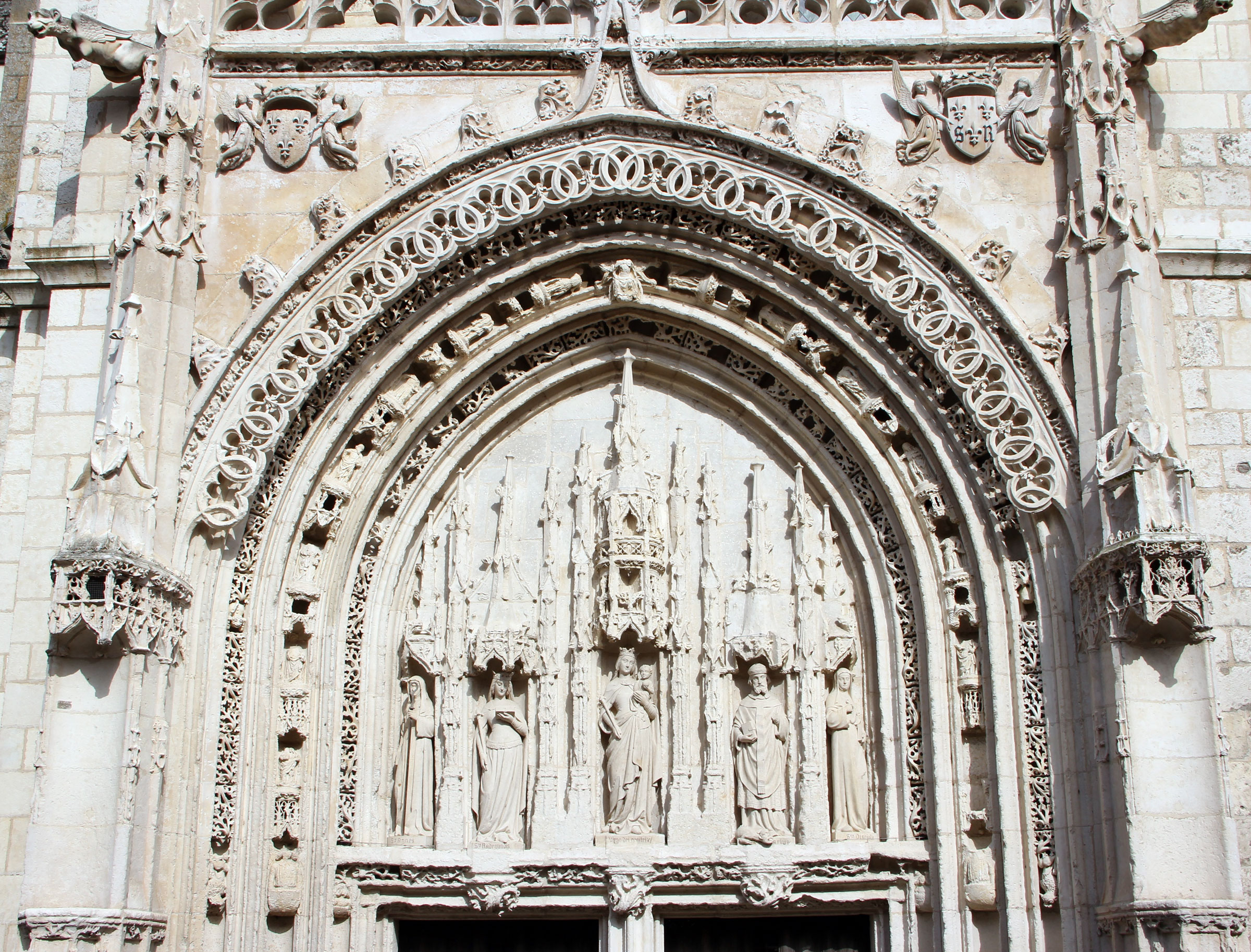
Entrée de l'église.

## Historique

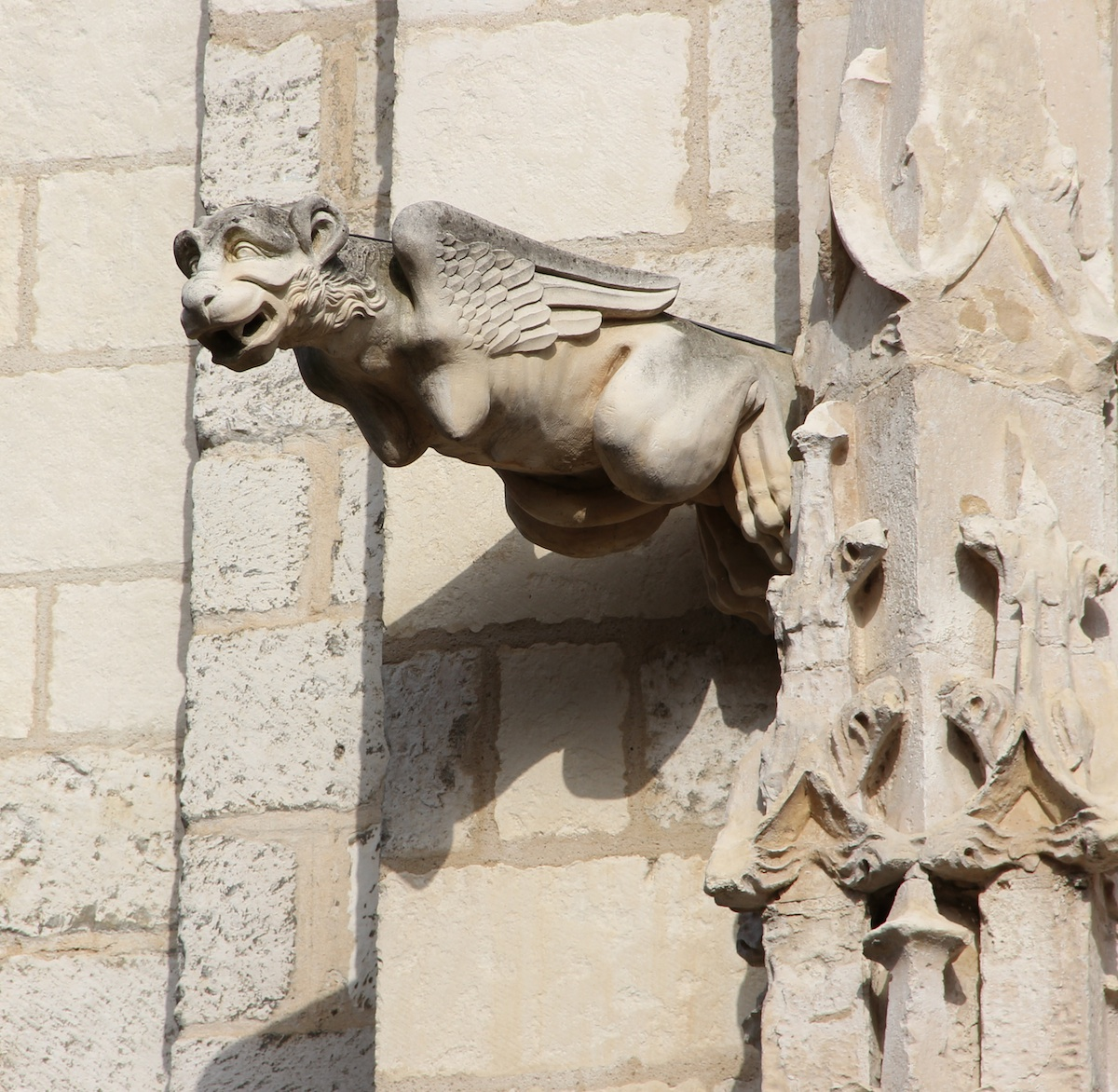
Gargouille en forme de démon femelle.

L'édifice, mentionné au VIe siècle, servait de sépulture pour les religieuses de l'abbaye. À cette époque elle est placée sous le vocable de la Vierge Marie, et s'appelle "Sainte-Marie-hors-les-murs". Elle était construite à l'extérieur du rempart en raison de son usage funéraire ; en effet la muraille gallo-romaine, bâtie à la charnière des IIIe et IVe siècles passait entre cette église et la cathédrale Saint-Pierre. Durant la période mérovingienne, on avait conservé la tradition romaine de pratiquer les inhumations extra muros pour des raisons sanitaires (voir la Loi des Douze Tables). À la mort, en 587, de Sainte Radegonde, qui y fut enterrée, elle prit son nom définitif.
Elle abrite toujours la tombe de la sainte patronne de la ville, reine du peuple franc et épouse du roi Clotaire Ier. Elle avait créé à Poitiers la première abbaye féminine de Gaule, l'abbaye Sainte-Croix.
Sur ordre de l'abbesse Béliarde, le corps de Sainte Radegonde est exhumé, en 1012, et l'église est rebâtie après le grand incendie de 1083. La dédicace du nouvel édifice, dont subsistent le chevet et les premiers étages du clocher-porche, est mentionnée en 1099. Elle est, à la fois, église paroissiale et collégiale. Elle a à sa tête un prieur qui est nommé par l'abbesse de Sainte-Croix. Elle est desservie par une communauté de clercs, organisée en un collège de chanoines à partir du Xe siècle. Les chanoines assurent le service de la prière des heures auprès du tombeau de la sainte.
L'abside avec sa crypte et son déambulatoire ainsi que l'étage inférieur de la tour semblent remonter à cette époque. La nef est une construction plus récente. Elle daterait du XIIIe siècle. Elle fut voûtée au XIVe siècle.
Au temps des guerres de Religion, elle est saccagée en 1562 par les réformés. D'après une relation contemporaine des ambassadeurs de Venise, le corps de la sainte lui-même ne fut pas épargné.
L'église a été classée Monument Historique en 1862.

## Descriptif
L'église Sainte-Radegonde, comme beaucoup d'églises de pèlerinage, adopte un plan en croix latine. Ce plan a été mis au point au cours du XIe siècle. Il se caractérise par la présence d'une nef à vaisseau central avec des collatéraux (ce qui n'est pas le cas ici), d'un transept, d'un chevet à déambulatoire avec des chapelles rayonnantes. Ce plan est une solution trouvée par les architectes romans pour répondre à l'essor du culte des reliques qui est à l'origine de nombreux pèlerinages. En effet, les édifices de culte abritant des reliques doivent pouvoir combiner à la fois des espaces réservés aux religieux pour la célébration des offices et des espaces de circulation et d'accueil pour les pèlerins venus se recueillir.

### L'extérieur de l'église

#### Le chevet
L'extérieur est caractérisé par un élégant chevet qui traduit clairement le plan de l'église : une crypte éclairée de jours ; au-dessus, un niveau de trois absidioles rayonnantes; puis une abside à sept pans éclairée de cinq larges baies; et enfin une flèche qui surmonte le mur oriental. Cette flèche est postérieure à la construction du chevet. Il en résulte un chevet d'une raideur anguleuse qui le différencie des chevets de la région et annonce l'art gothique. Toutefois, cette raideur est adoucie par les arcades en creux situées à la base du chevet.

#### Le clocher-porche

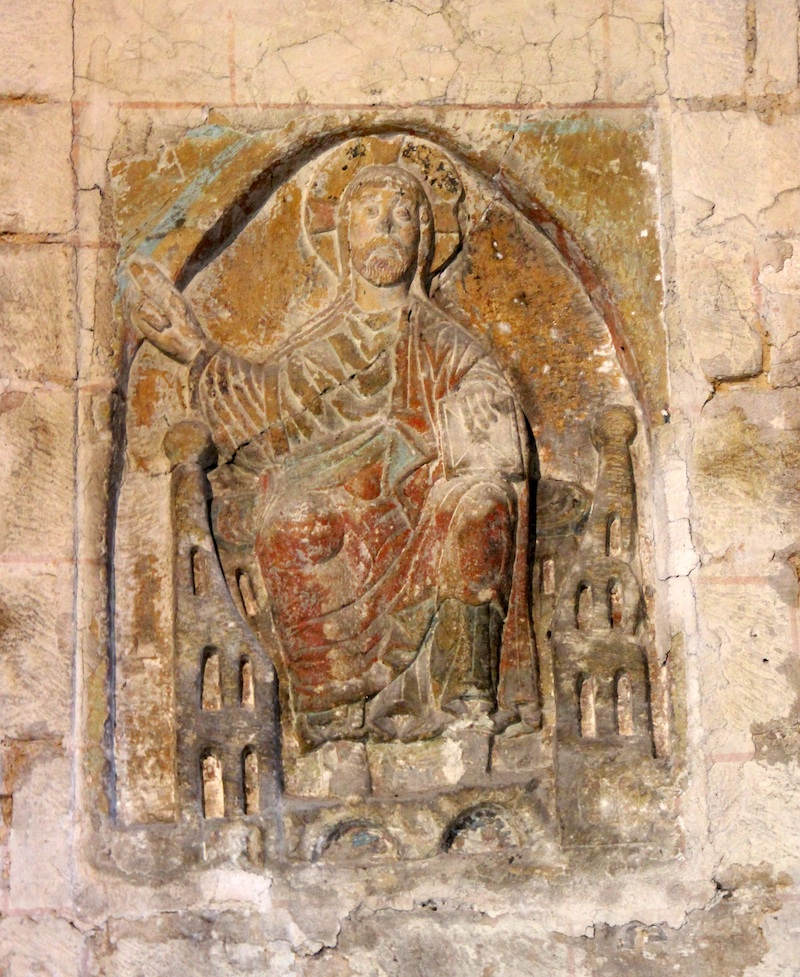
Christ en majesté.

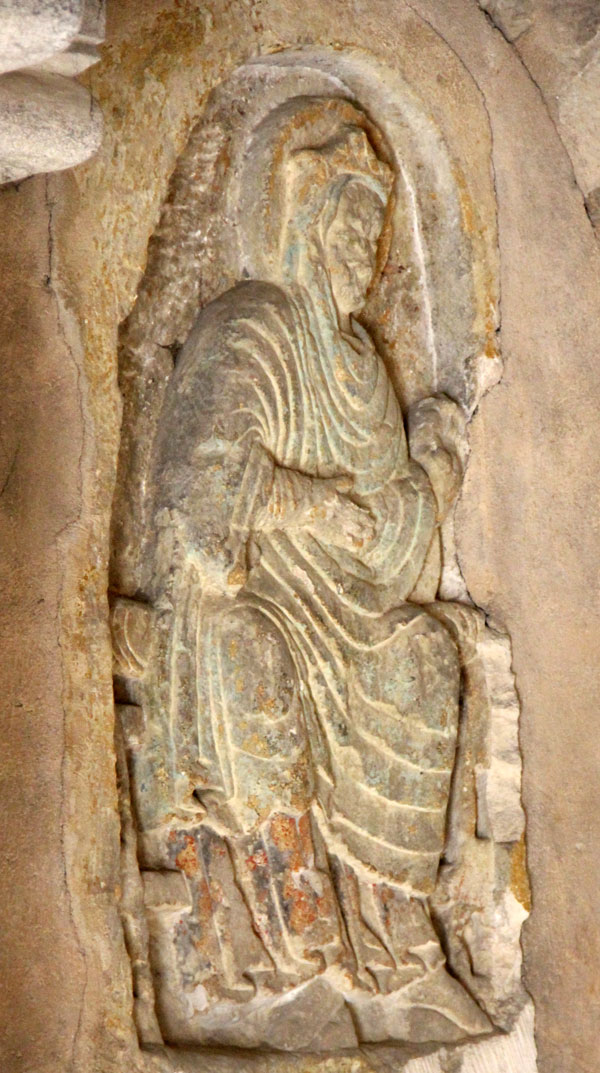
Radegonde (?).

Le clocher-porche est roman à l’exception de la porte qui a été réaménagée au XVe siècle. Porche, salle haute, étage de cloches avec passage du carré à l'octogone, toit à pans coupés, telle est l'élévation progressive du clocher-porche. Ce clocher-porche rappelle celui de l'église Saint-Porchaire de Poitiers.
Dans le porche, deux reliefs se font face. Ils sont taillés en cuvette. Ils sont issus de l'ancienne façade romane et ont été apposés en remploi. L'un de ces reliefs représente le Christ en Majesté. L'autre montre une femme assise qui pourrait représenter sainte Radegonde ou la Vierge ou une personnification de l’Église. Elle est couronnée et nimbée, voilée et revêtue d'une robe aux plis dessinant des cercles concentriques. Elle s'incline vers la gauche. De cette position, il est possible de déduire que les deux reliefs sont les vestiges d'un seul ensemble sculpté. La sainte devait se trouver placée à la droite du Christ. Des traces de polychromie sont encore visibles.
Le plan au sol du clocher-porche est parfaitement carré. La salle au premier étage est voûtée en berceau transversal. Des contreforts sont plantés aux angles ainsi qu'au milieu de chaque face. Deux baies jumelles percent la façade occidentale et une baie de chaque côté. Elles sont en plein cintre. Elles sont étroites. Elles sont encadrées par des arcades à double voussure.
À l'angle nord-est, une tourelle d'escalier à lanternon est coiffée d'une poivrière. Elle permet d'aller au deuxième étage. Celui-ci est aussi de plan carré. Sur chaque face, de fortes colonnes d'angles entre lesquelles s'interposent trois demi-colonnes de plus petit diamètre. Elles délimitent un espace central qui est percé, sur la face occidentale, de nouveau, de deux baies, et sur les faces latérales d'une seule. Leurs voussures retombent sur deux colonnettes.
Le troisième étage est octogonal. Les espaces libres entre les pans coupés de cet étage et les angles du carré du toit du deuxième étage sont occupés par de curieux acrotères ou pyramidions aux pointes recourbées et sculptées. Chacune des arêtes de l'octogone est soulignée d'une demi-colonne. Chaque face est ajourée d'une baie jumelle creusée profondément dans le mur sous deux voussures que reçoivent des colonnettes d'angle.
Le haut des murs de chaque étage est décoré d'un bandeau de modillons sculptés.
Le portail de style gothique flamboyant est du XVe siècle, tout comme le rare parvis qui est conservé. Il s'agit d'un parvis de justice, entouré de bancs de pierre, sur lesquels siégeaient les juges ecclésiastiques jugeant les affaires religieuses et civiles du bourg.
Les statues sous le dais du tympan sont du XIXe siècle. Elles représentent Notre-Dame, sainte Radegonde, ses deux compagnes et saint Hilaire.
La petite place ombragée qui jouxte l'église était autrefois un cimetière.

### L'intérieur de l'église

#### La nef
La nef a été entièrement reconstruite au XIIIe siècle, dans le style gothique plantagenêt ou angevin, sur le modèle de la cathédrale voisine.

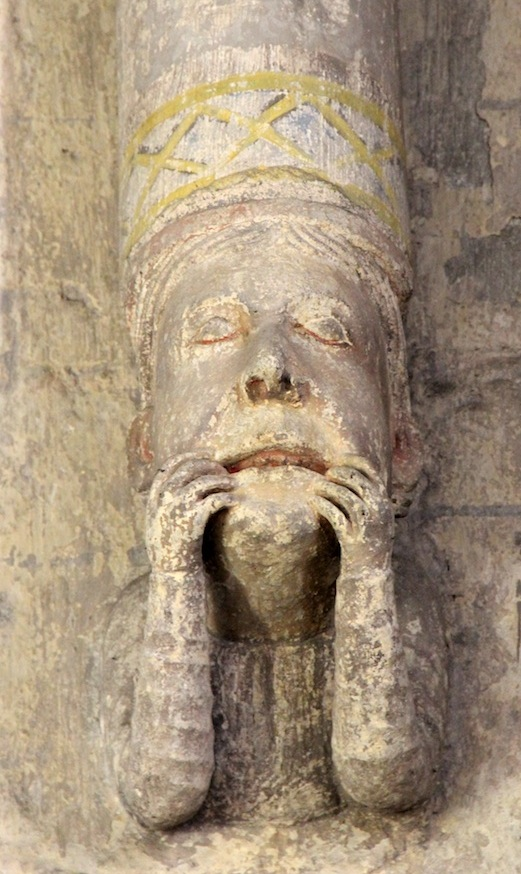
Culot, soit base de nervure.
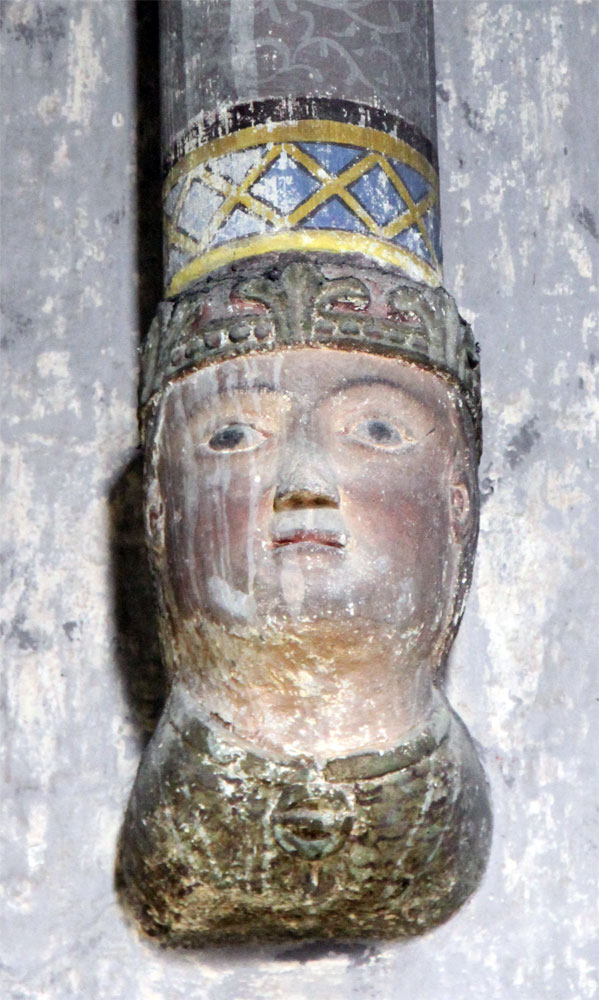
Culot, soit base de nervure.
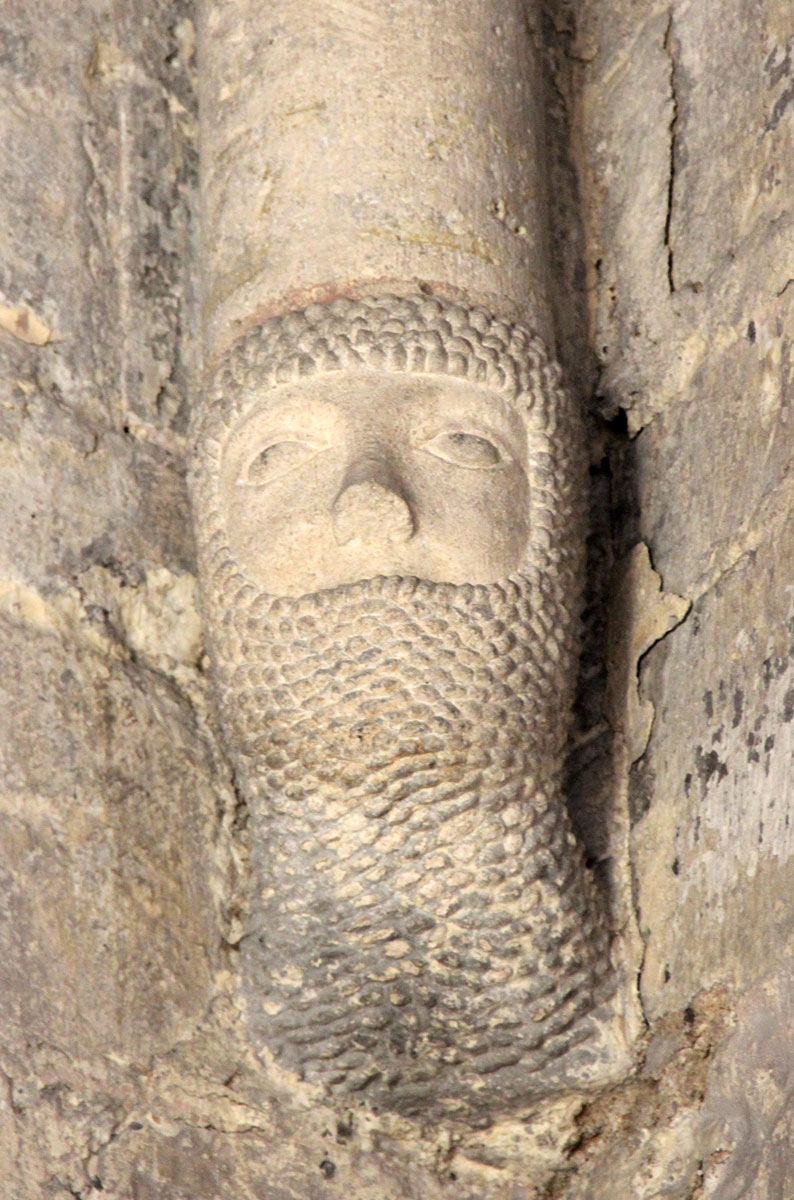
Culot, soit base de nervure.

La nef est un vaisseau unique de quatre travées. Elle donne sur un sanctuaire roman surélevé par la bouche d'ombre de la crypte. La filiation avec le gothique angevin est patente : les murs sont renforcés d'une arcature portant une coursière de circulation et les voûtes, à liernes, sont composées de nervures diagonales, transversales et longitudinales. Elles sont bombées et elles retombent sur des faisceaux de colonnes et de colonnettes engagées.
La construction de la nef s'est faite en deux temps comme l'atteste la forme des baies. Les plus anciennes sont regroupées par paire.
Une coursière de circulation contourne les piles dans l'épaisseur des murs. Elle repose sur une suite d'une centaine de modillons d'une exceptionnelle variété à l'instar de ceux de la cathédrale Saint-Pierre de Poitiers. L'artiste roman donne libre cours à son imagination. On peut ainsi y découvrir des créatures démoniaques, des figurations réalistes de fables, des allégories des vices...

#### Les vitraux

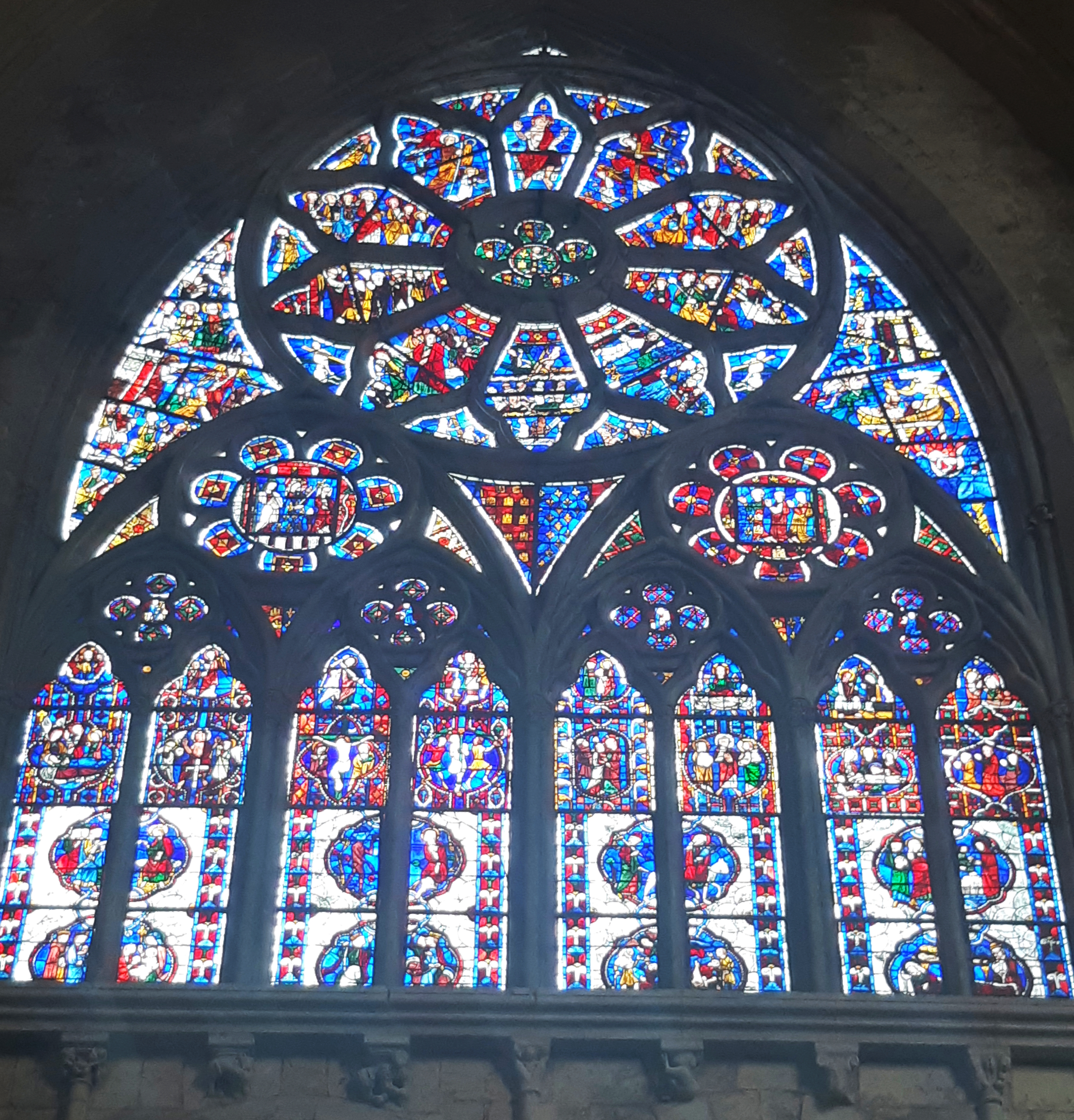
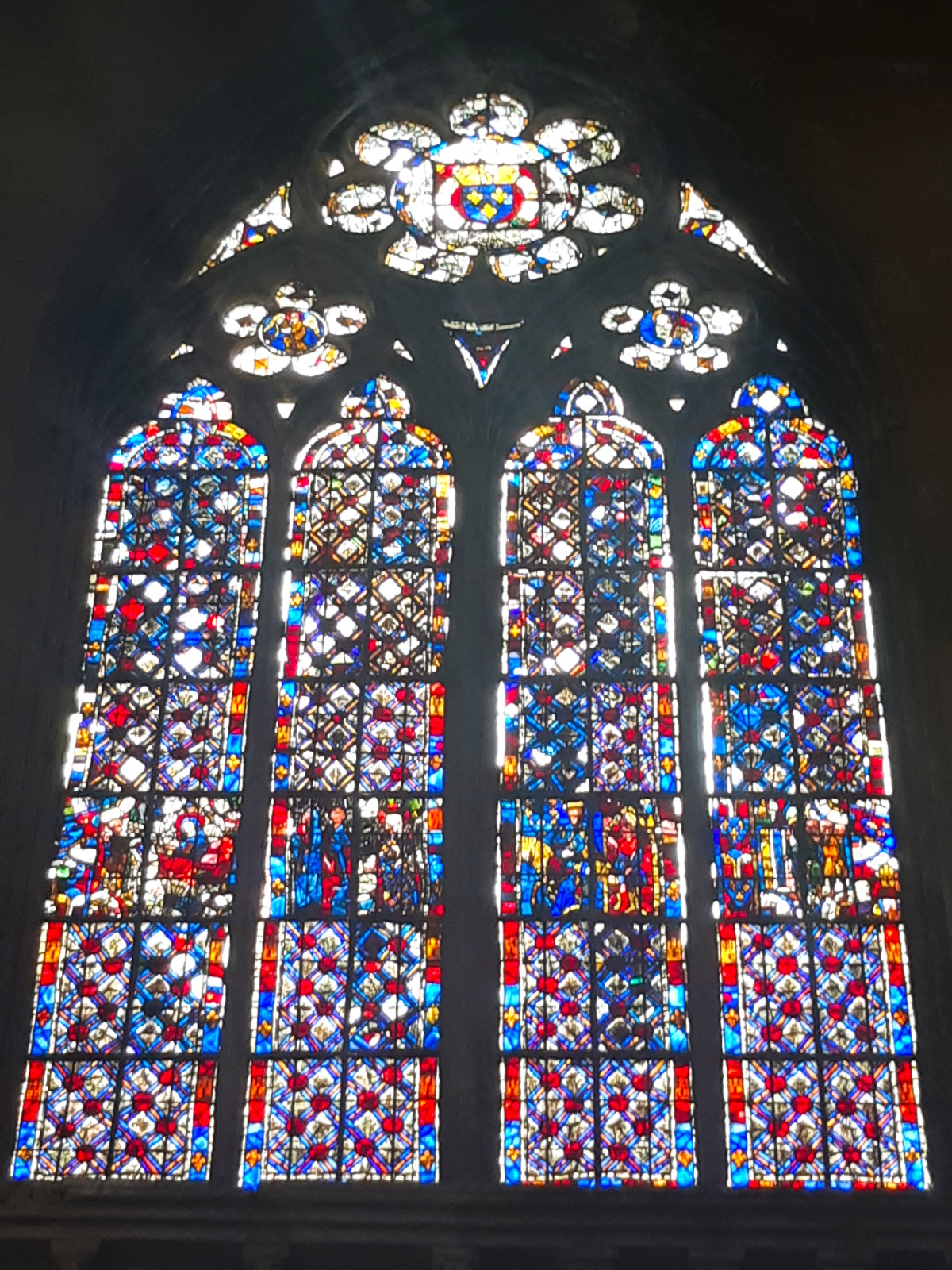
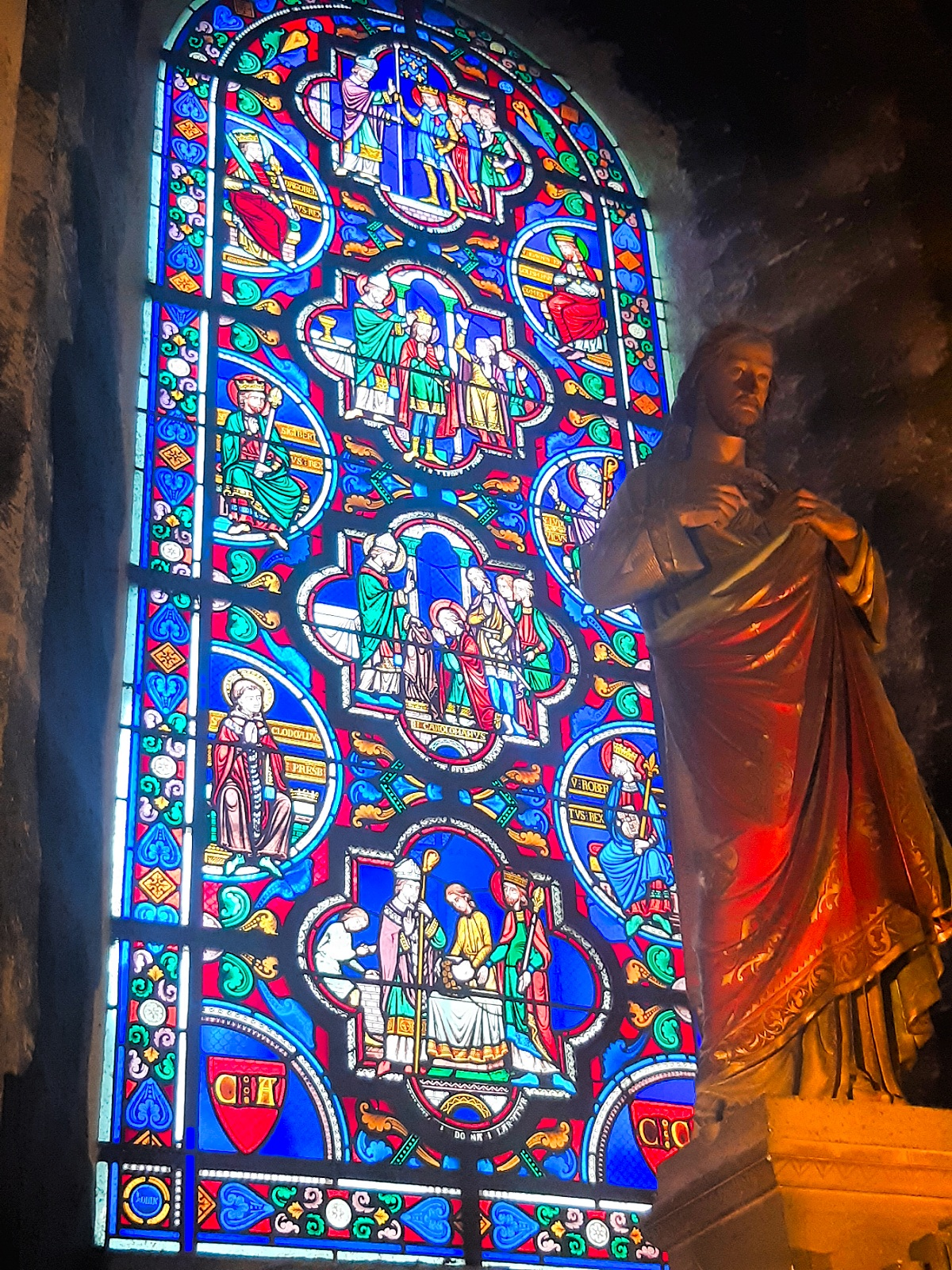
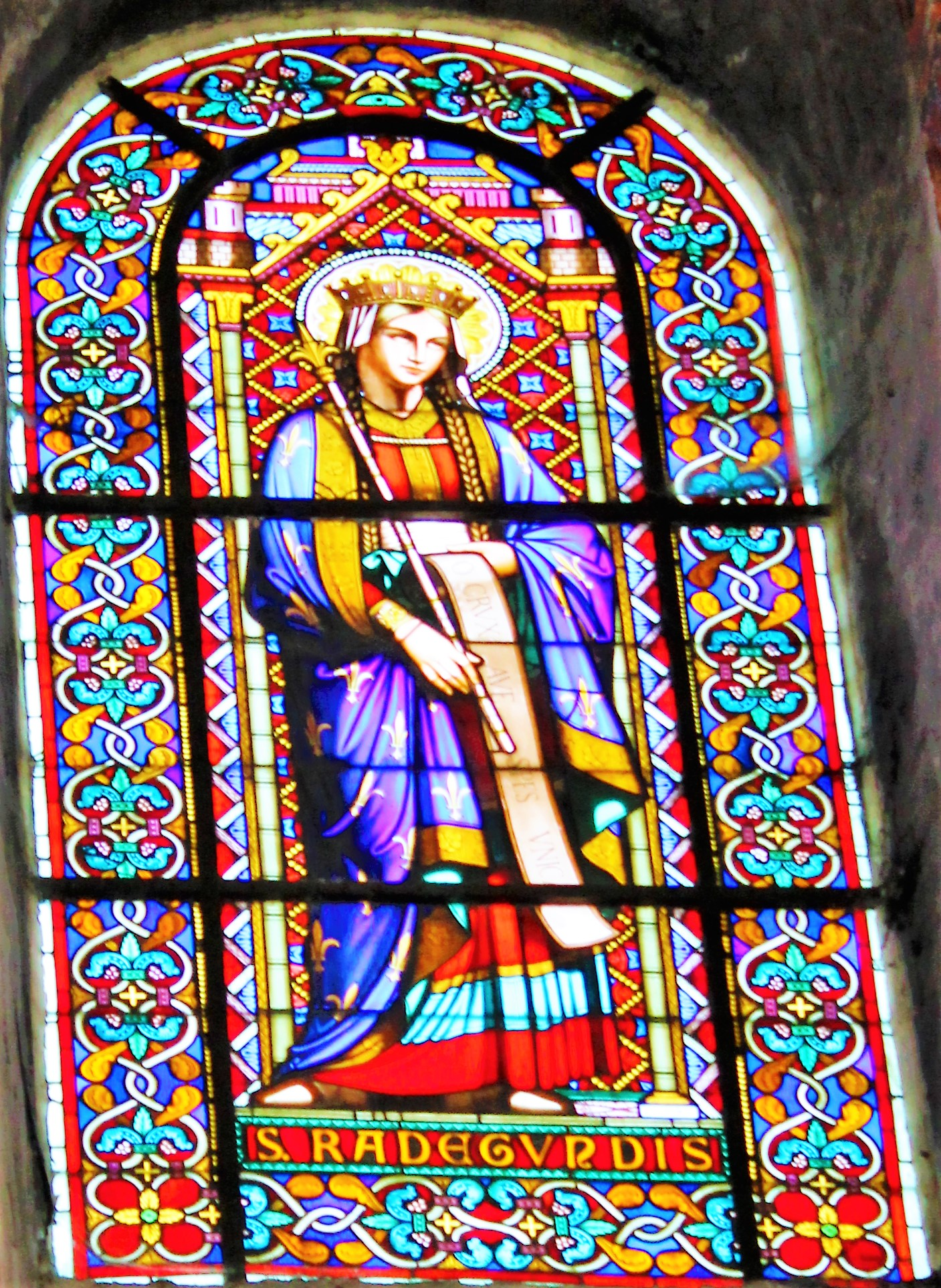

Sur le mur nord de la deuxième travée, il est possible d'admirer une magnifique verrière datant de 1270, même si elle a été remaniée par la suite. Les huit lancettes du registre inférieur sont consacrées à la vie et à la Passion du Christ, et la grande rose au Jugement Dernier. Les armes de France et de Castille visibles dans l'écoinçon central désignent le donateur : le comte Alphonse de Poitiers, fils cadet de Louis VIII et de Blanche de Castille. Celui-ci avait reçu le comté de Poitou en apanage.
Un vitrail dans des baies jumelles raconte la vie et les miracles de Sainte Radegonde. Un autre décrit la vie de saint Blaise. Ces vitraux sont tous les deux du côté nord de la nef.
Le vitrail de la vie de Sainte Radegonde date en partie du XIIIe siècle. Il a été restauré à la fin du XIXe siècle par Henri Carot. Il raconte les faits principaux de la vie de la sainte en 16 épisodes. Ils se lisent d'abord depuis la lancette gauche et de bas vers le haut.
- Le tonneau intarissable.
- La guérison de l'aveugle Bella (XIIIe siècle).
- Sainte Radegonde met en fuite les démons (XIIIe siècle).
- Enfant présenté à la Sainte.
- Sainte Radegonde consacrée par Saint Médard.
- Sainte Radegonde lave les pieds des pauvres (XIIIe siècle).
- Guérison d'Arcimia dans le bain (XIIIe siècle).
- Sainte Radegonde met en fuite un oiseau funèbre.
- Exorcisme d'une possédée.
- Guérison de l'abbé Abbon.
- Remerciements des prisonniers miraculeusement délivrés.
- Guérison de la jeune Goda.
- Des pécheurs sauvés de la tempête (XIIIe siècle).
- Apparition de la Vierge à la Sainte.
- Résurrection d'une morte par Sainte Radegonde (XIIIe siècle).
- Enfant mort-né ressuscité par le cilice de la Sainte.

#### Le «Pas-de-Dieu»

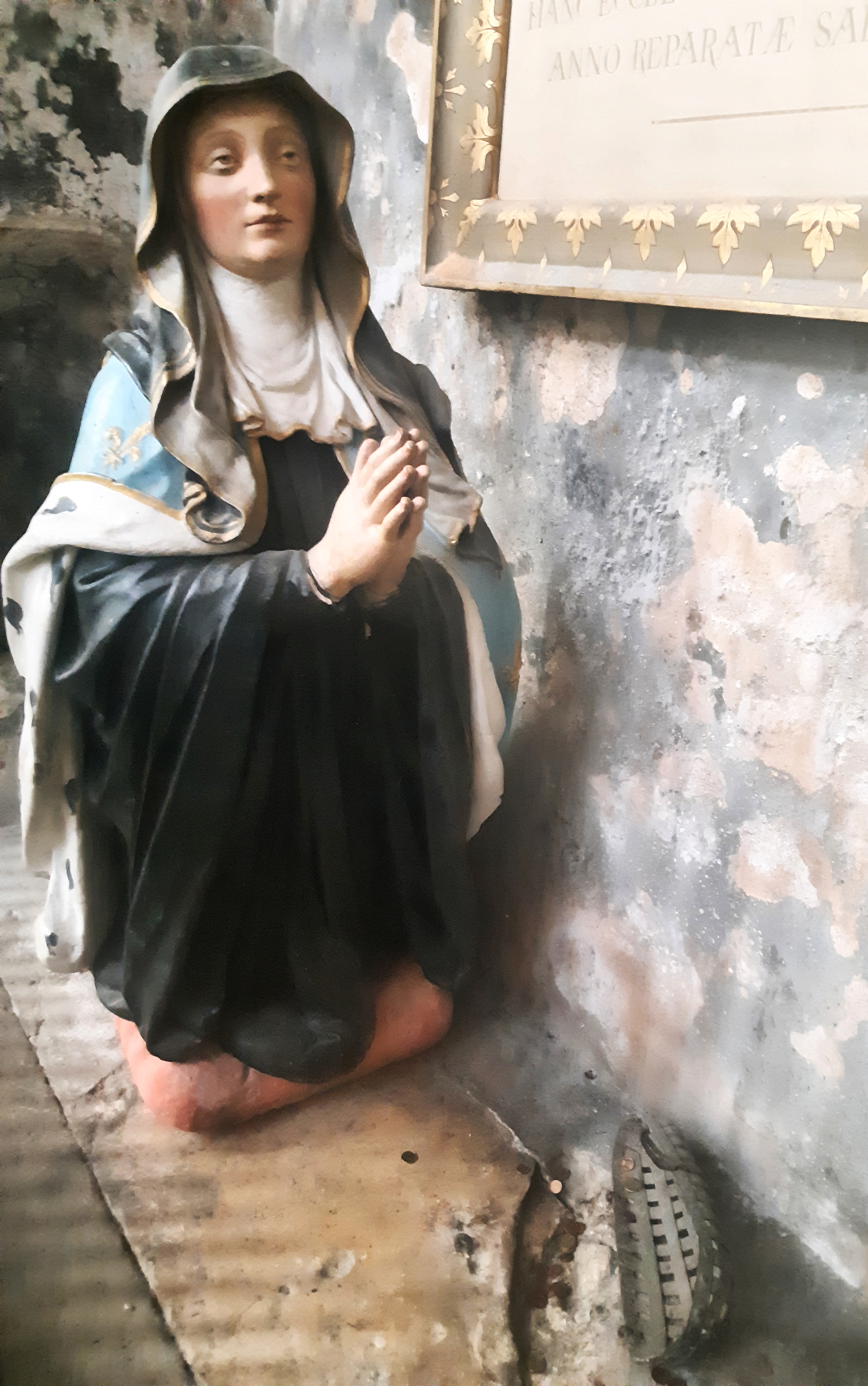
Statue de Sainte Radegonde devant le « Pas-de-Dieu ».

Un enfeu gothique abrite un groupe sculpté dit du « Pas-de-Dieu », représentant Sainte Radegonde, vêtue à la fois de son habit religieux et d'un manteau fleurdelysé, à genoux priant devant le Christ debout. Il date du XVIIe siècle, et a été réalisé en terre cuite par un atelier du Mans, dans le style de Gervais de la Barre. Des statues en terre cuite de cette taille et de cette qualité sont remarquables pour l'époque. Elles ont été assemblées par morceaux.
L'ensemble sert de décoration à la pierre sur laquelle il est posé, marquée d'un enfoncement ayant la forme d'une trace de pas, qui est considéré comme ayant été fait miraculeusement par le pied du Christ apparu à la sainte. En effet, d'après Baudonivie, un an avant sa mort, Radegonde a une vision du Christ. Celui-ci lui reproche les mortifications qu'elle s'inflige et lui annonce son entrée prochaine au ciel : « Pourquoi te répands-tu en supplications, et t'infliges-tu de si cruelles tortures, pour moi qui demeure toujours auprès de toi ? Tu es une perle précieuse, et sache bien que tu es un des plus beaux diamants de ma couronne ». La statue du Christ pointe vers sa propre tête ; il est probable qu'à l'origine elle portait une couronne en allusion à ce message. 
Baudonivie ne le relate pas, mais la tradition populaire dit qu'à l'occasion de cette apparition, le Christ laisse une trace de son pied dans la pierre, qui est conservée, d'abord dans l'abbaye Sainte-Croix, dans une chapelle qui lui était dédiée et attirait son propre pèlerinage. Les fidèles cherchant en grand nombre à toucher et racler la pierre, il a fallu installer une grille autour de la trace du pas et une autre devant les statues. La chapelle du Pas-de-Dieu étant détruite en 1792 pendant la Révolution française, le tout est alors transféré au sein de l'église Sainte-Radegonde.

#### La salle capitulaire
Une salle capitulaire de la fin du XIIe- début XIIIe siècle est accolée au mur sud de la nef. Elle est de style angevin. Elle présente une voûte à huit nervures et des culots sculptés de figures. La clé de voûte est sculptée d'un Christ bénissant. Cette salle, la chapelle Marie Madeleine, était utilisée par les chanoines comme oratoire. Elle contient de nombreux bustes de rois et de reines.

#### Le chœur
L'abside est heptagonale. Elle est enveloppée par un déambulatoire possédant des chapelles rayonnantes semi-circulaires. Ces dernières sont de style roman. La chapelle axiale, qui date du XIe siècle, est dédiée à la Vierge.
Les colonnes de l'abside portent des chapiteaux sculptés caractéristiques de l'éclosion de l'art roman à Poitiers. Outre des corbeilles d'acanthes, sont aussi figurés des quadrupèdes cabrés et des lions. Ces derniers, gardiens du sanctuaire, sont souvent à l'honneur dans les églises romanes du Poitou. Un chapiteau historié associe le péché originel, visible dans le déambulatoire, et le prophète Daniel dans la fosse aux lions  entre Habacuc et l'ange. Les deux lions lui lèchent les pieds.

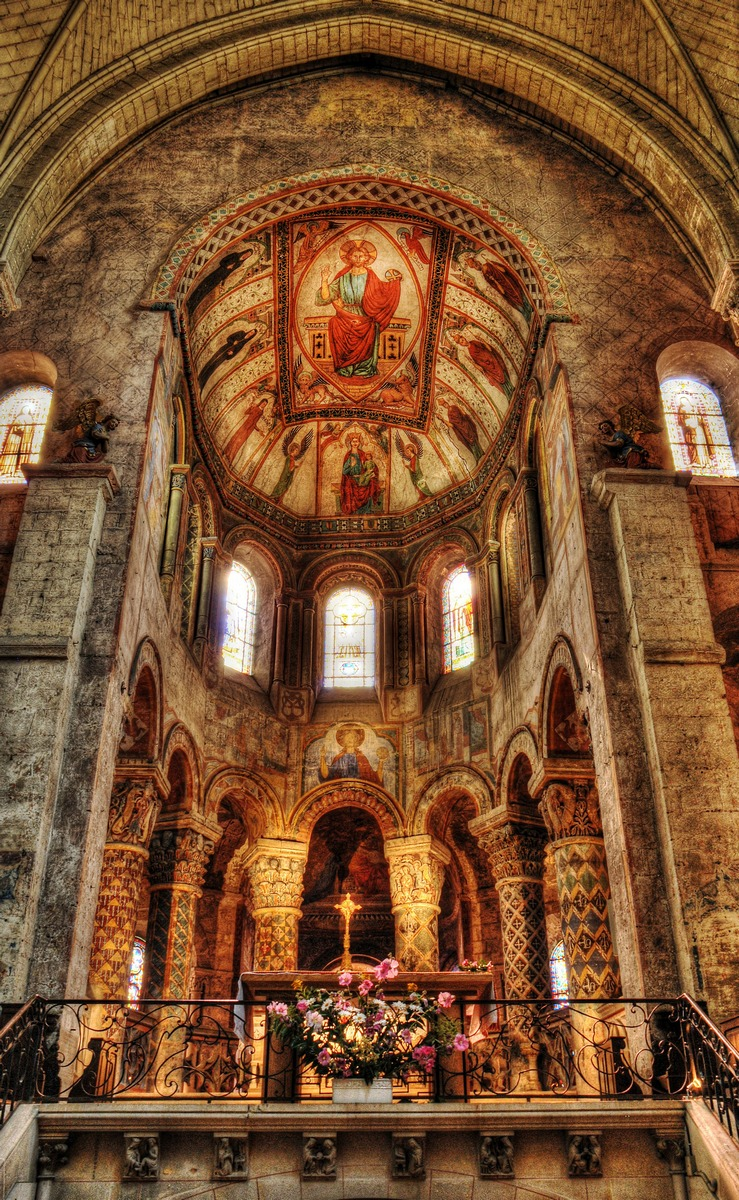
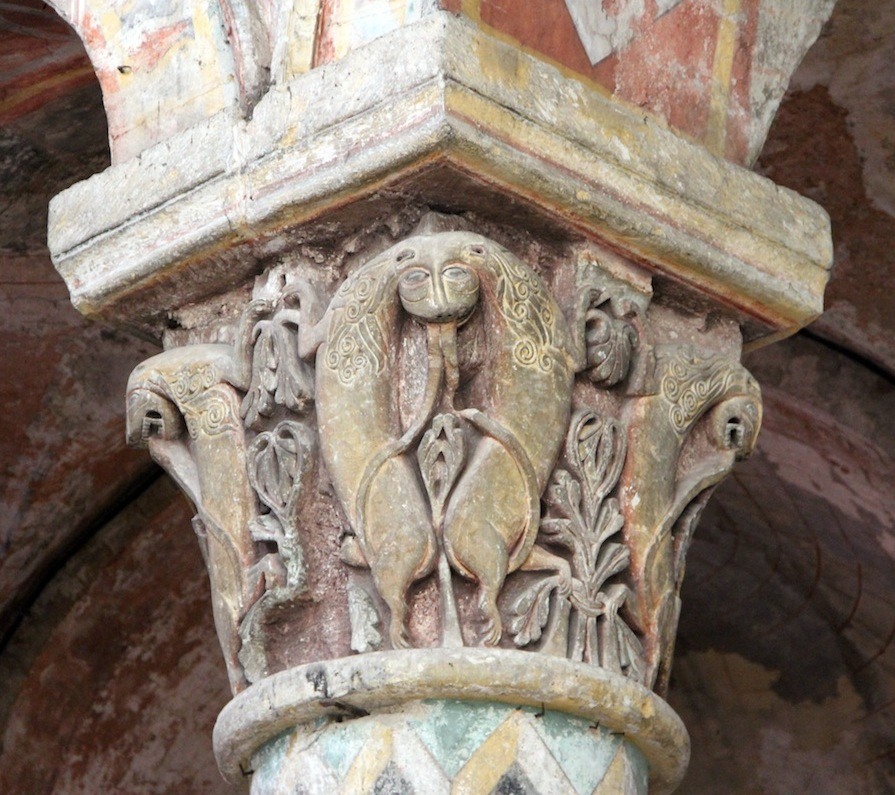
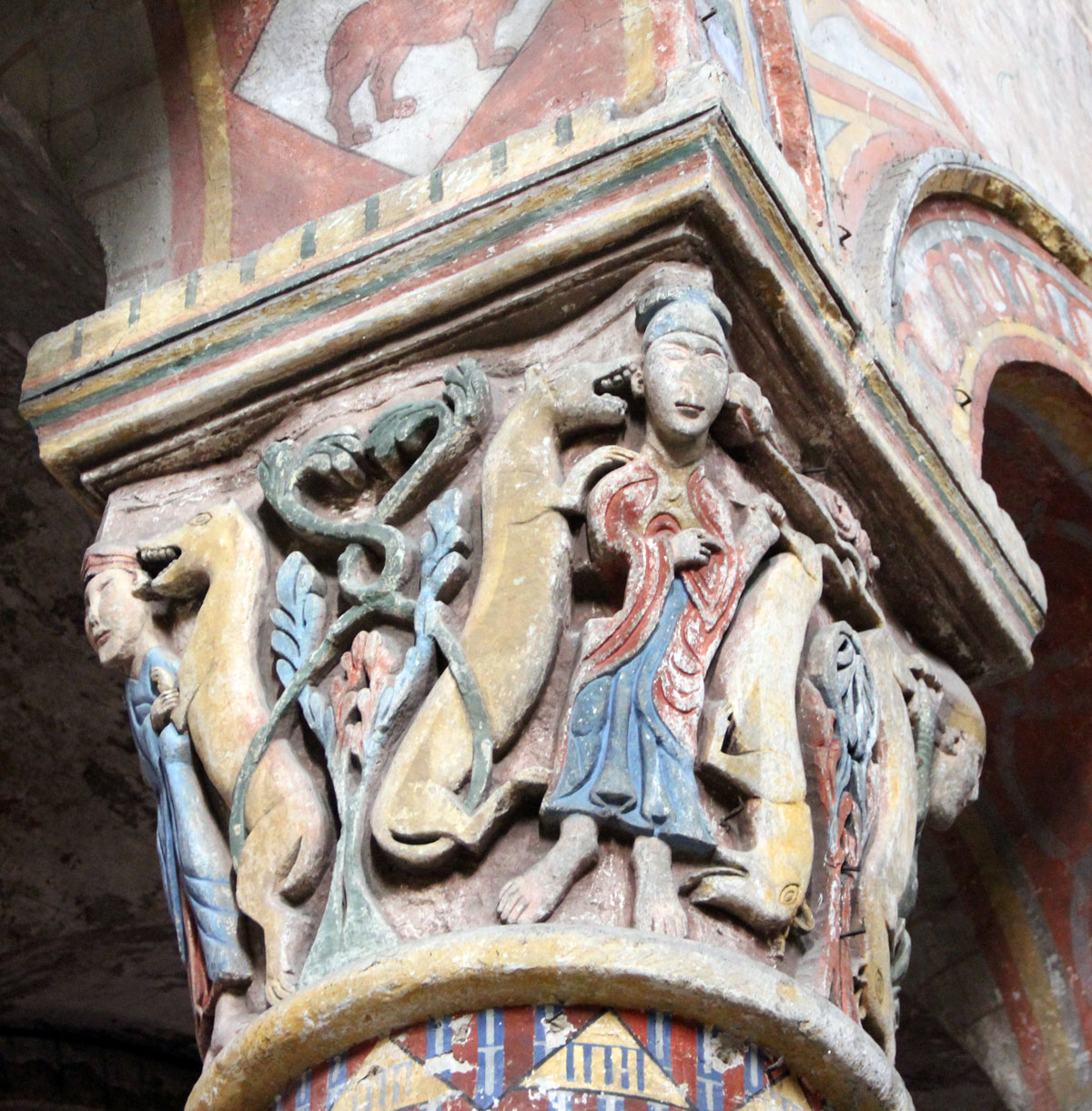
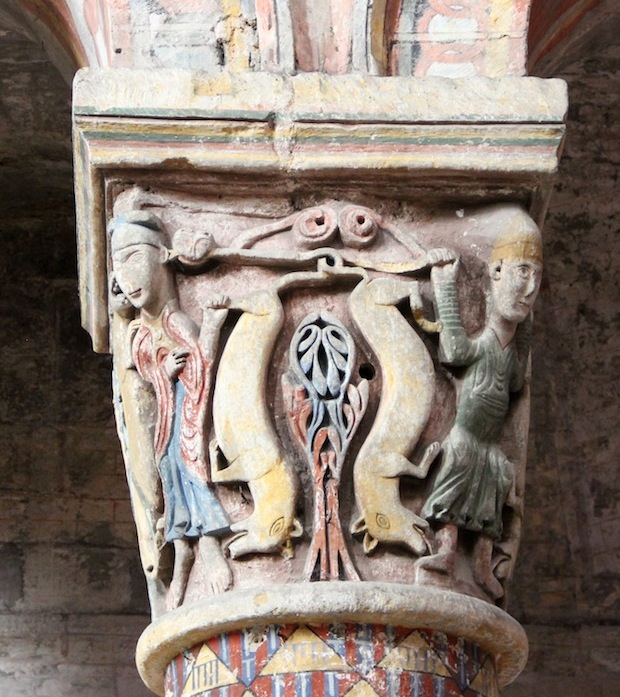
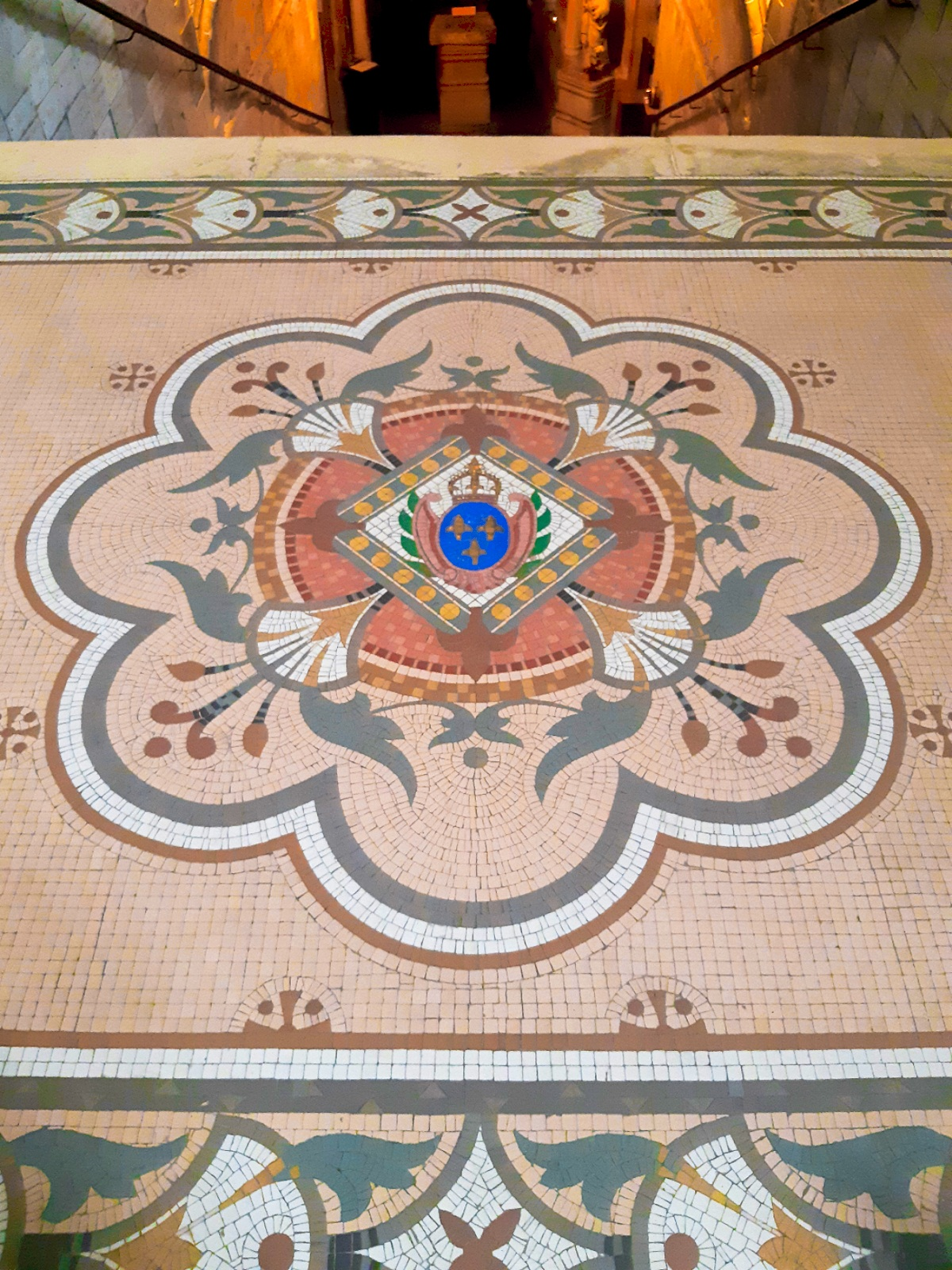

Les voûtes du chœur sont en plein cintre, conformément au premier âge du style roman.
Le chœur a été repeint au XIXe siècle par Honoré Hivonnait de façon relativement maladroite, ce qui provoqua les foudres de Prosper Mérimée, alors inspecteur des Monuments historiques. En effet, loin de s'astreindre à la seule conservation des peintures du XIIIe siècle dégagées en 1849, Hivonnait les reprend dans un style néo-gothique. Son but était d'offrir une lisibilité parfaite aux fidèles de ce XIXe siècle venus en pèlerinage. La substance originelle de la peinture a certes disparu. Toutefois, la cohérence du message iconographique a pu être sauvée.
Les scènes sont réparties en deux registres superposés, l'un céleste et l'autre terrestre. Sont figurées, la Vierge, Sainte Radegonde reconnaissable à sa robe rouge et à son bâton pastoral, ses compagnes de l'abbaye Sainte-Croix et les saints qui ont compté dans sa vie. Au-dessus, un Christ en Majesté trône. La partie haute des murs du rond-point montre un cycle hagiographique dédié à sainte Radegonde, de part et d'autre d'un Christ en buste.
Les vitraux du XIXe siècle sont dus à l'atelier Lobin, de Tours. Leur réalisation, échelonnée sur une quinzaine d'années, s'est déroulée en trois étapes: le sanctuaire (1857-1859), la chapelle axiale (1867-1869), le déambulatoire et les absidioles (1871-1872). Les programmes iconographiques correspondants, dédiés au Christ, à la Vierge et aux saints, composent un ensemble d'une grande cohérence, dans lequel Radegonde tient le rôle central.
Au haut du chœur, la Vraie Croix, associée à l'Agneau mystique, occupe la baie axiale, entourée par les grandes figures de Radegonde et de son ami et conseiller Saint Fortunat qui sera évêque de Poitiers.
À la croisée du transept, à l'entrée de la crypte, une mosaïque représente le blason royal français à fleurs-de-lys, rappel de la royauté de Radegonde.

#### La crypte

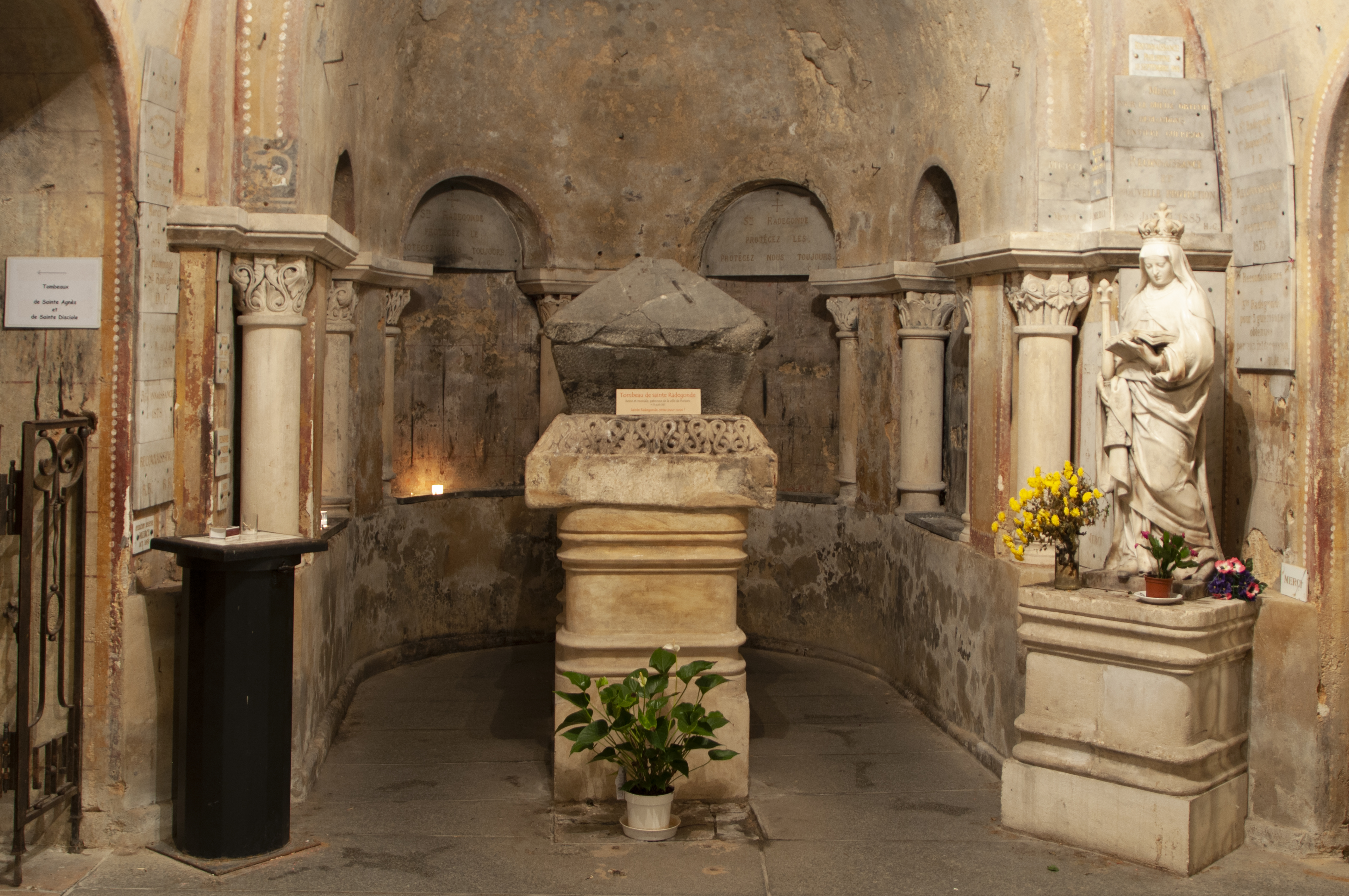
Le pèlerinage à Radegonde connaissant un regain de ferveur, la crypte est réaménagée tout au long du XIXe siècle. Pour faciliter circulation autour du tombeau, un escalier d'accès à la crypte est aménagé sous le chœur. Il s'accompagne d'un rehaussement du sol du chœur et un allongement de la voûte de la crypte.

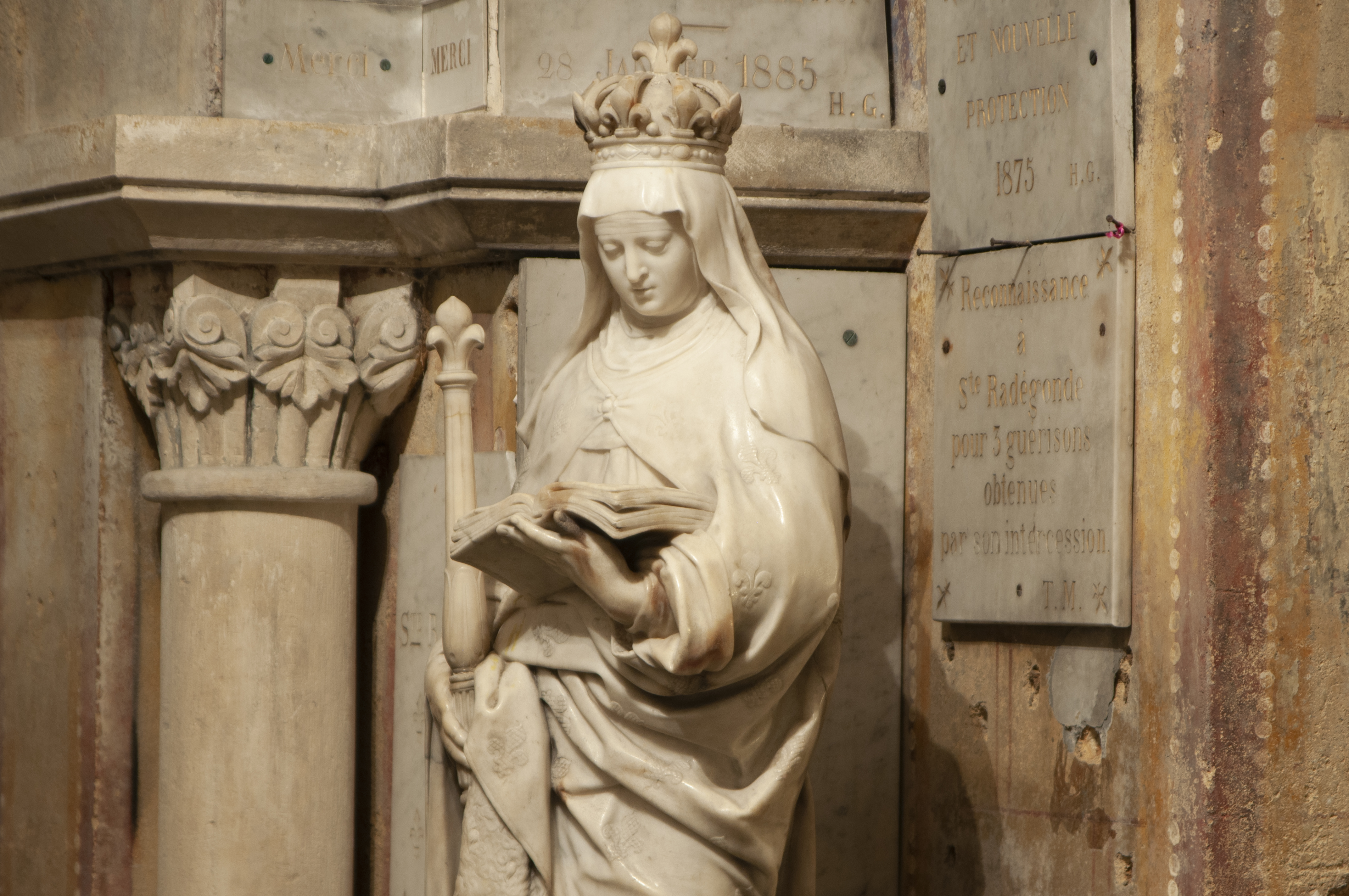
La statue en marbre blanc attribuée à Nicolas Legendre, représente Sainte-Radegonde sous les traits d'Anne d'Autriche.

Pour accéder à la crypte, il faut emprunter un escalier qui se situe sous le chœur. La petite salle funéraire abrite le tombeau de Sainte-Radegonde. Elle est contournée par un déambulatoire à trois chapelles rayonnantes dédiées aux compagnes et disciples de Sainte Radegonde : sainte Agnès, abbesse de l'abbaye Sainte-Croix de Poitiers et Sainte Disciole.
Le tombeau de sainte Radegonde se trouve à l'emplacement présumé où elle fut ensevelie en 587. L'abbesse Béliarde fait dégager le tombeau en 1012. Il est ouvert une première fois en 1412 à la demande de Jean du Berry. Il a été ensuite profané en 1562 pendant les guerres de Religion. Quelques ossements calcinés de femme ont été recueillis dans un coffret en plomb qui a été déposé dans le sépulcre de marbre gris-noir que l'on peut voir de nos jours. Les ossements pourraient être ceux de la sainte. Le sépulcre a été réparé avec des crampons en métal.
A proximité du tombeau se trouve la statue en marbre blanc de Radegonde, représentée sous les traits de la reine de France Anne d'Autriche. Commandée en 1653 au sculpteur parisien Nicolas Legendre, la figure est vêtue à la fois en moniale avec sa guimpe et sa robe, son voile et son livre de prières, et en reine avec son manteau semé de fleurs de lys, son sceptre et sa couronne. Le reine de France fait don de la statue au chapitre, en reconnaissance de la guérison de son fils, le roi Louis XIV, qu’Anne d'Autriche avait confié au patronage de la sainte. Au-dessus du tombeau, la reine fit suspendre une lampe d’argent, retirée à la Révolution et, qui devait brûler jour et nuit, ainsi que le rappelle un ex-voto de marbre noir apposé à l’entrée de la crypte.
La croyance en la thaumaturgie de Sainte-Radegonde explique que plusieurs ex-votos ont recouvert les côtés de l'escalier. L'un d'entre eux indique "Merci pour le mieux obtenu, demandons entière guérison", sans aucun doute un pèlerin mécontent du résultat de ses prières. Près de la statue de la sainte se trouve une petite urne recueillant les intentions de prière des fidèles et pèlerins, qui sont transmises aux sœurs de l'abbaye Sainte-Croix.

## Le mobilier

### L'orgue

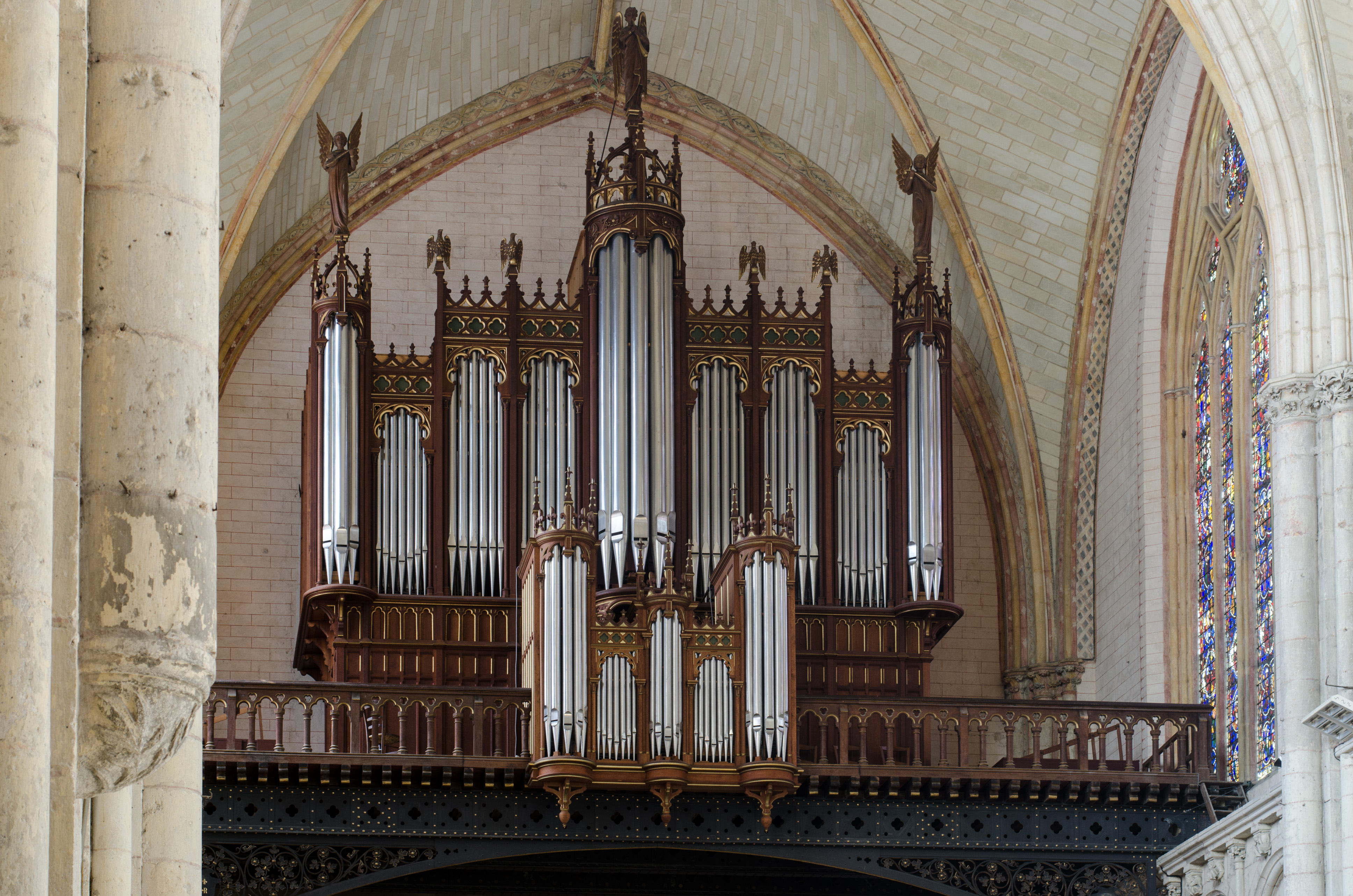
Orgue de l'église Sainte-Radegonde de Poitiers.

L'église Sainte-Radegonde possède un orgue depuis le Moyen Âge. Le premier est détruit par les Protestants en 1562 pendant les Guerres de religion, parmi nombre d'autres vandalismes. Un second, fabriqué par Nicolas Caron, est également détruit lors de la Révolution française. Il faut attendre la fin du XIXe siècle pour que l'église soit à nouveau dotée d'un instrument, cette fois-ci établi sur une tribune en structure métallique, d'une grande modernité et typique de cette époque. En effet, en 1892, la construction d'un nouvel orgue est décidée et c'est l'architecte Jean Formigé qui est chargé de concevoir à la fois la tribune et le buffet néo-gothique. L'instrument sera inauguré en 1894. C'est alors le plus grand orgue de la région, mais il montre rapidement des faiblesses.
En 1944, les bombardements ébranlent l'édifice et l'orgue devient inutilisable. Il est rénové, avec une transmission neuve et une esthétique élargie par le facteur poitevin Boisseau en 1948. Mais à nouveau la mauvaise qualité du matériel le rend bientôt en partie inutilisable et en 1991 une rénovation maladroite de la voûte de l'église a pour conséquence de le rendre totalement muet. La réfection de l'instrument, dont on ne garde que la façade, est attribuée à la maison Boisseau-Cattiaux. Il est inauguré en 1997 et ses  53 jeux et 4 claviers permettent désormais la mise en valeur de tout le répertoire ancien et moderne.

### Les tableaux
Dans la nef, des tableaux du XVIIe siècle sont consacrés à différentes scènes de l'Évangile et à plusieurs saints, dont Saint Charles Borromée avec différents épisodes de sa vie, ainsi qu'une représentation du miracle des avoines attribué à Sainte Radegonde. Les tableaux pour la plupart forment une série, ont les mêmes dimensions, et sans doute pour certains le même auteur (inconnu). Celui représentant Saint Sébastien provient de l'ancien jubé, détruit en 1772.

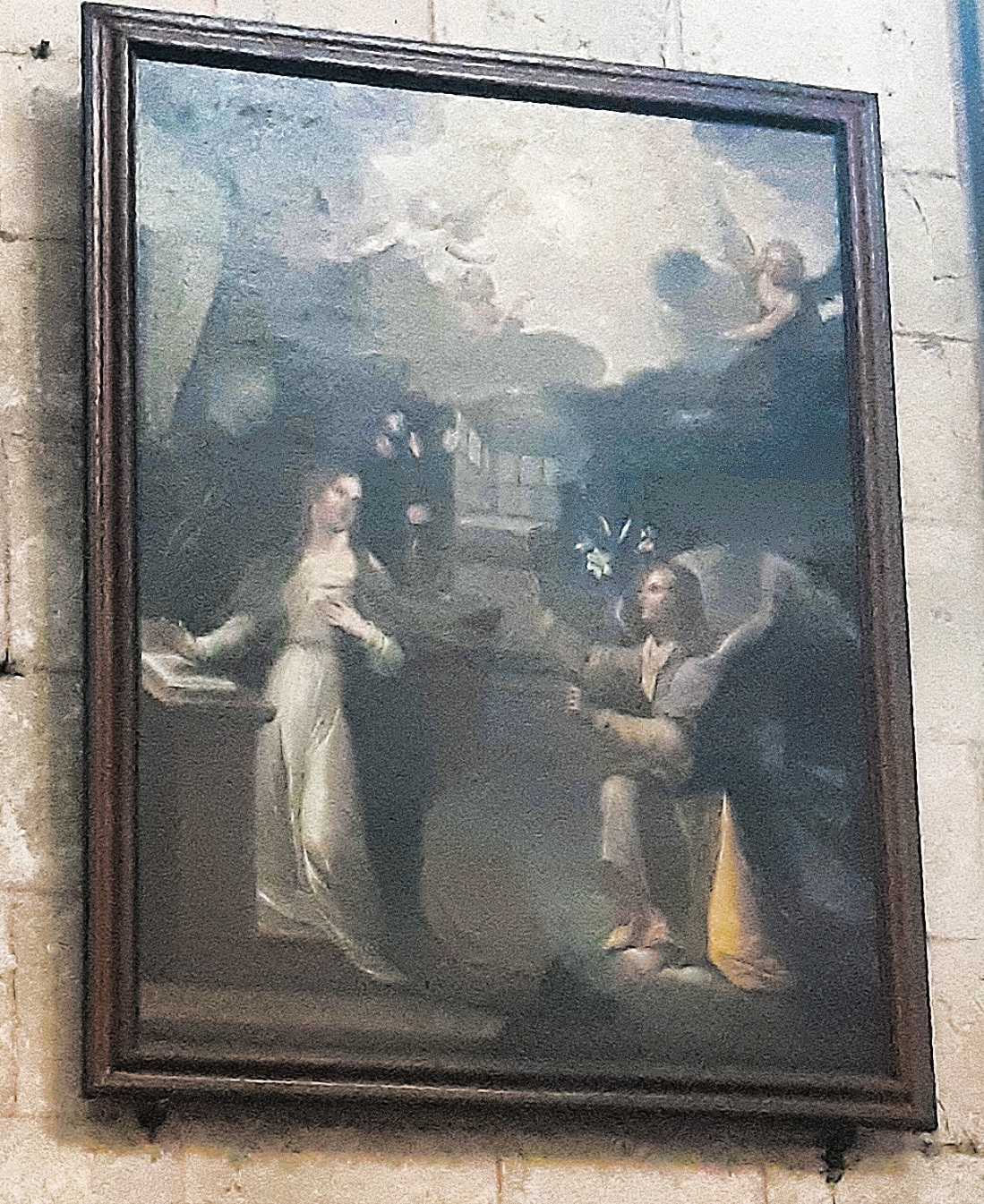
L'Annonciation (XVIIe siècle, CIMH 1981).
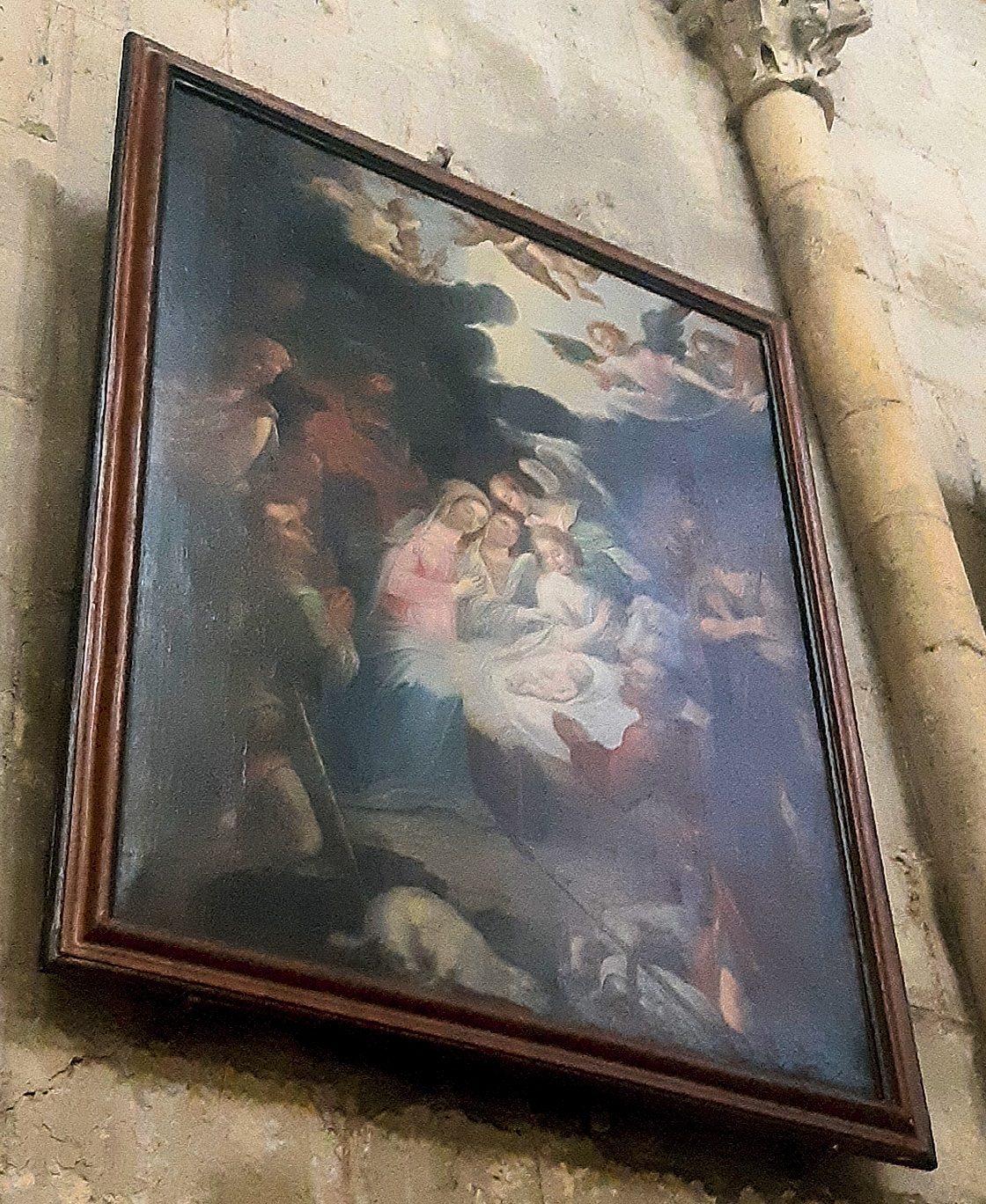
L'Adoration des bergers (XVIIe siècle, CIMH 1981).
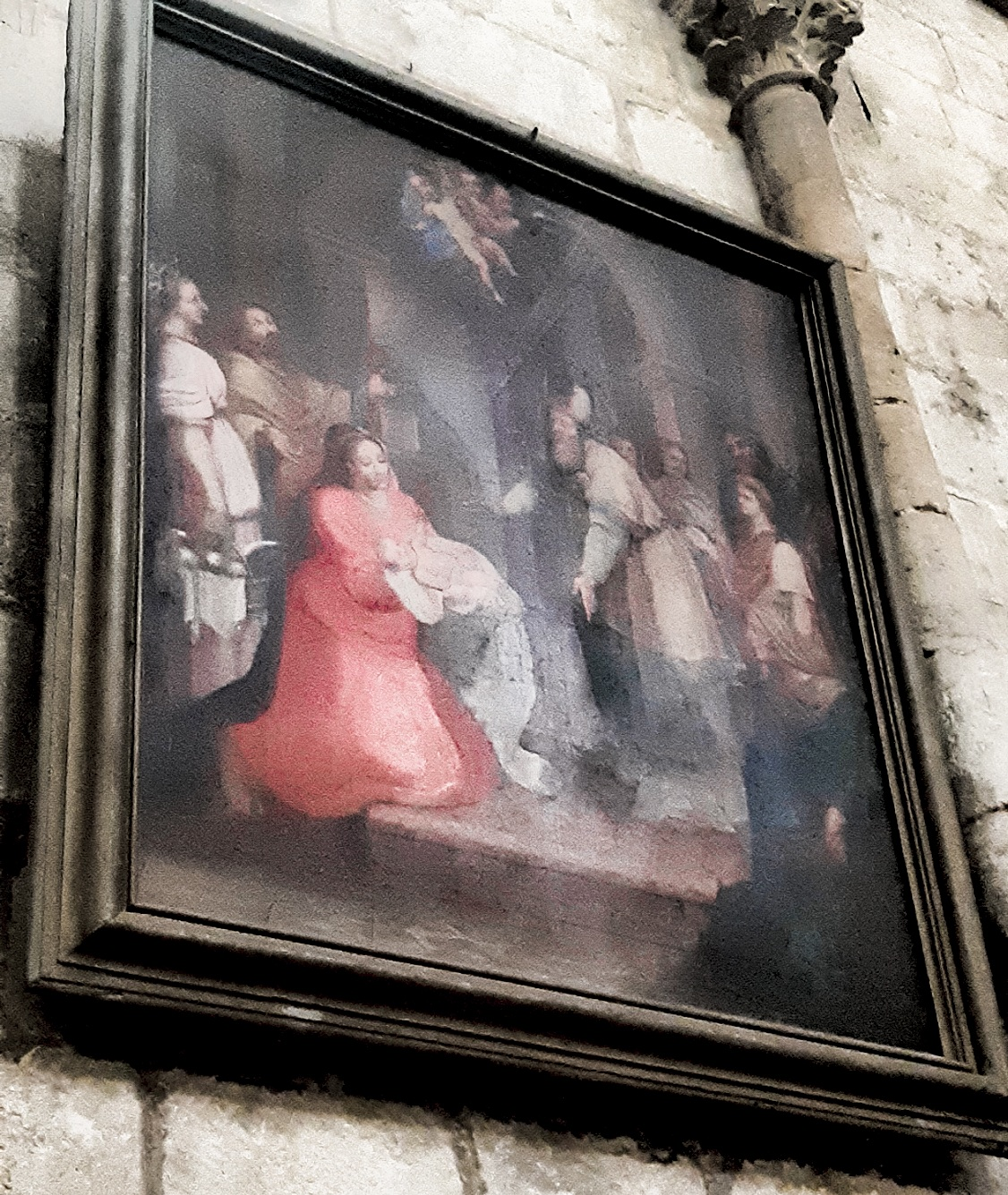
La Présentation au Temple (ISMH 1997).
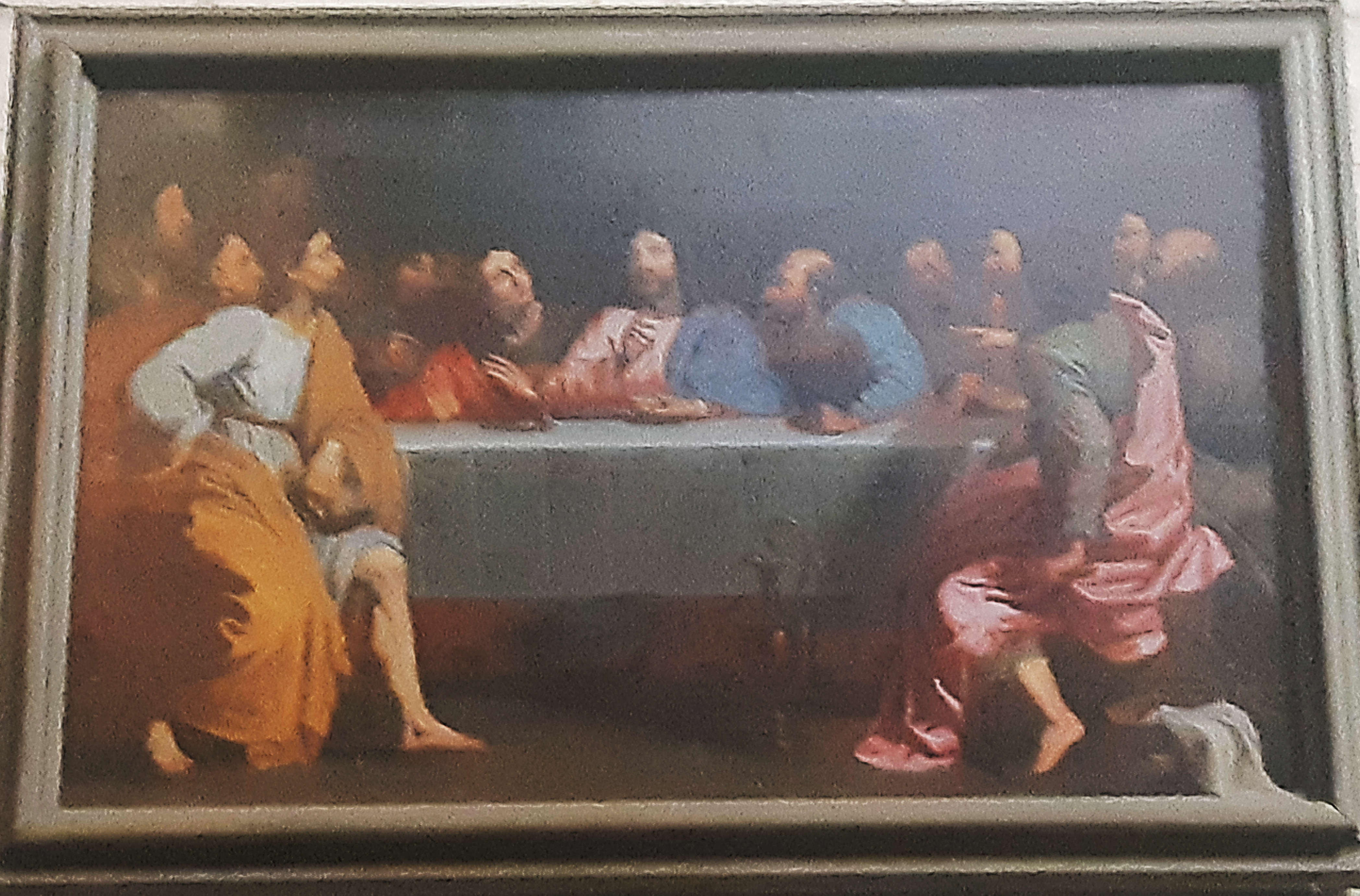
La Cène (XVIIe siècle, ISMH 1997).
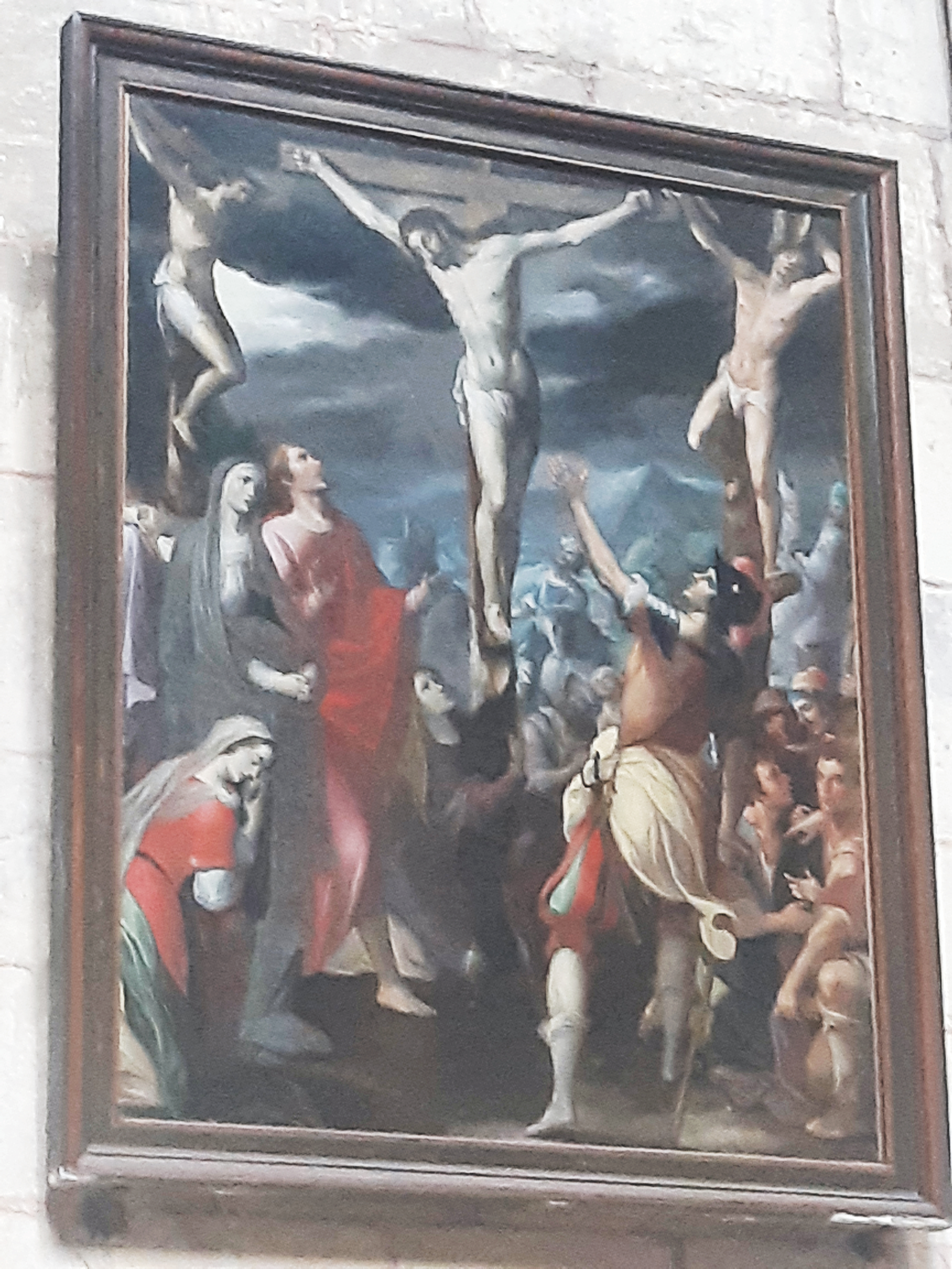
La Crucifixion (XVIIe siècle).
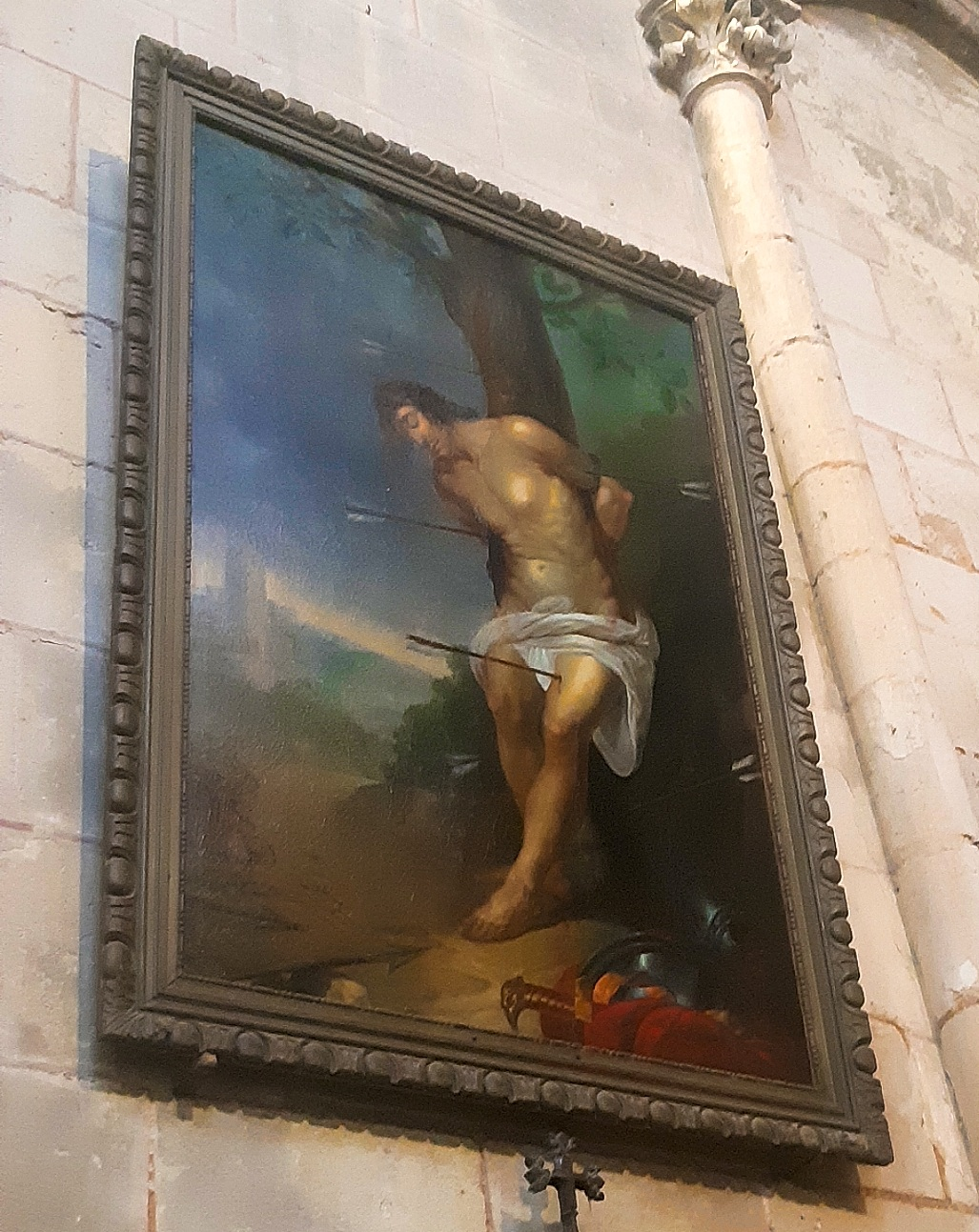
Saint Sébastien (XVIIIe siècle, CIMH 1980).
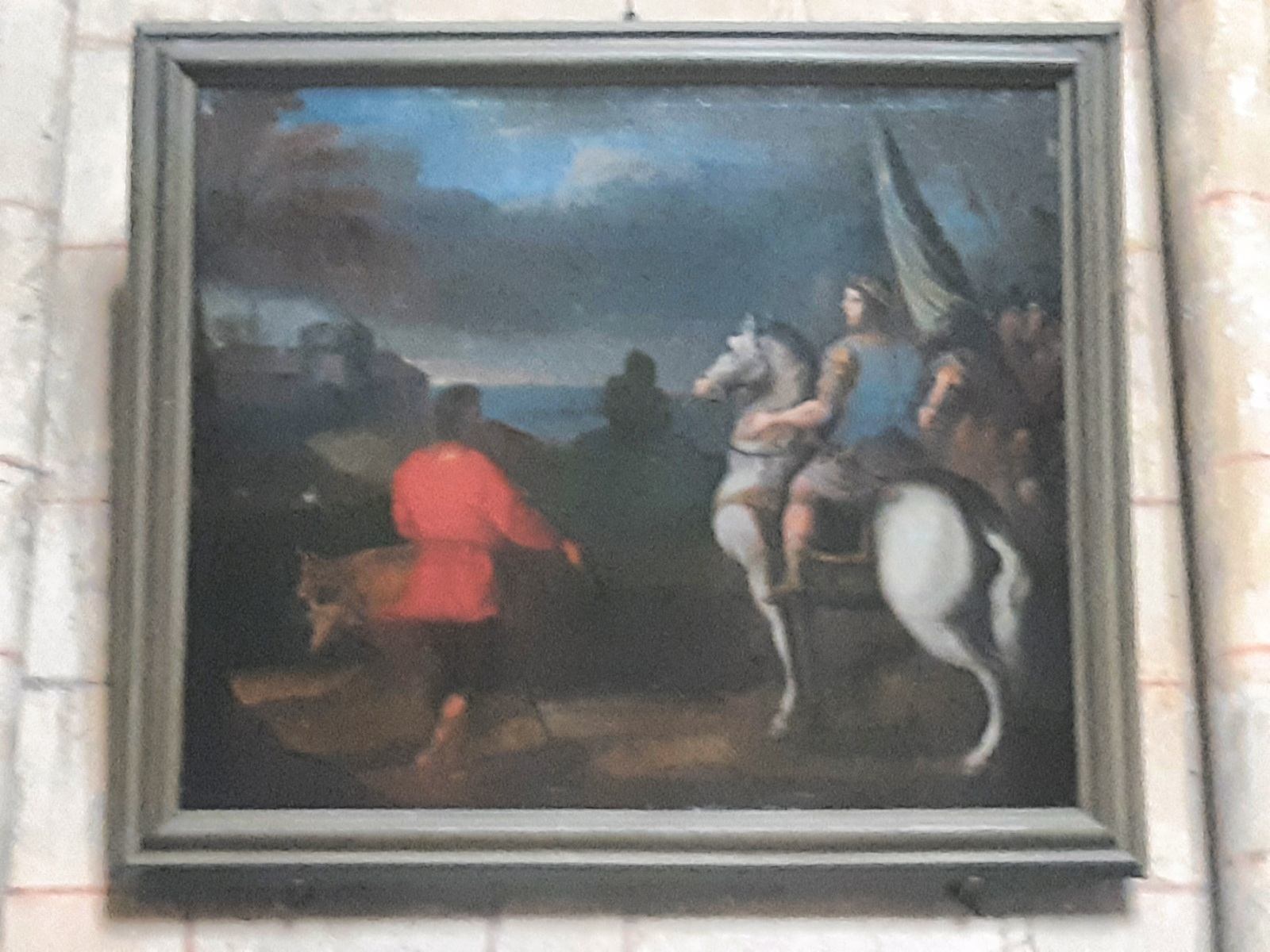
Le Miracle des Avoines (XVIIe siècle, CIMH 1993).
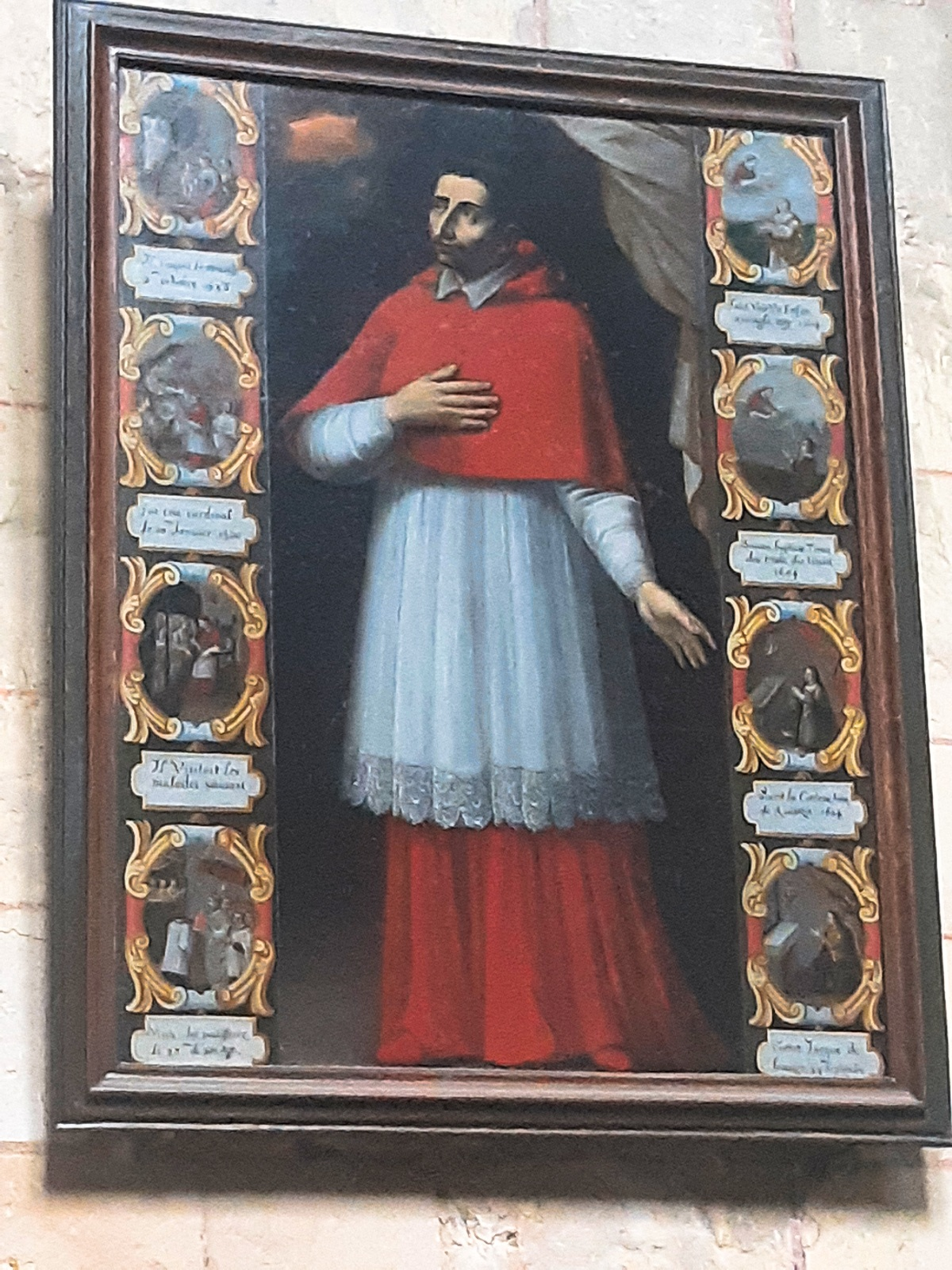
Saint Charles Borromée (XVIIe siècle, CIMH 1980).

### Statue de la Vierge à l'Enfant du Pont Joubert

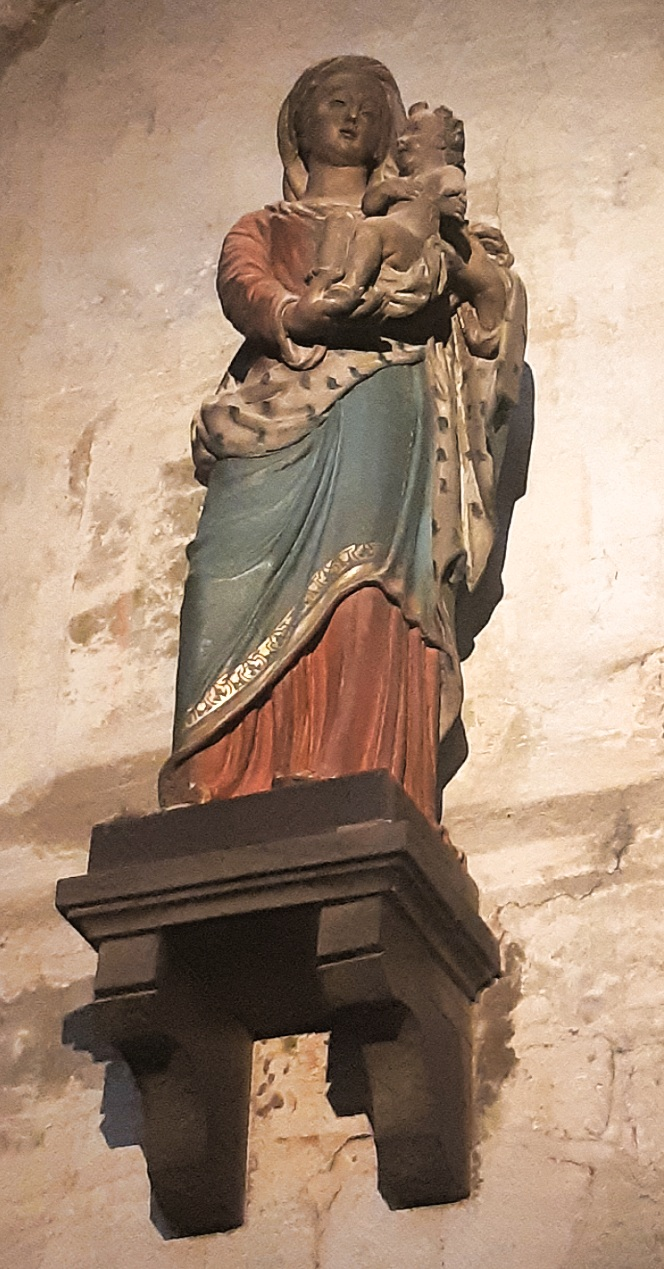
Statue du Pont Joubert.

L'église abrite une statue de la Vierge à l'Enfant que Saint Louis-Marie Grignion de Montfort avait fait installer vers 1705 dans une chapelle sur le Pont Joubert dans le cadre de sa mission à Montbernage et en souvenir du siège victorieux de 1569. Sur son fronton on pouvait lire cette inscription : "Si l'amour de Marie / Dans ton cœur est gravé / En passant ne t'oublie / de lui dire un Ave".
Démolie en 1900, elle avait été remontée le long du boulevard, derrière l'église Sainte-Radegonde, avant de disparaître après les années 1930, après quoi la statue a été installée dans le déambulatoire de l'église.

## Les cloches
Le clocher possède trois cloches, dont deux fondues en 1803, la troisième en 1613
- Radegonde : Elle pèse 454 kg, son inscription gravée indique : « Pour unir les peuples afin qu’ils servent le Seigneur, l’an de notre Seigneur Jésus-Christ 1803, l’an premier de l’épiscopat de monseigneur Jean-Baptiste Luc Bailly, évêque de Poitiers ».
- Marie : fondue également en 1803.
- Louise : Elle pèse 01,5 tonnes, son inscription gravée indique : « Les fleurs de lys que je porte montrent assez que je suis royale. Ne t’étonne pas car j’ai été fabriquée sous le règne de Louis XIII, roi de France et de Navarre et, pour cette raison, je m’appelle Louise, 18 décembre 1613 ».

## Le pèlerinage

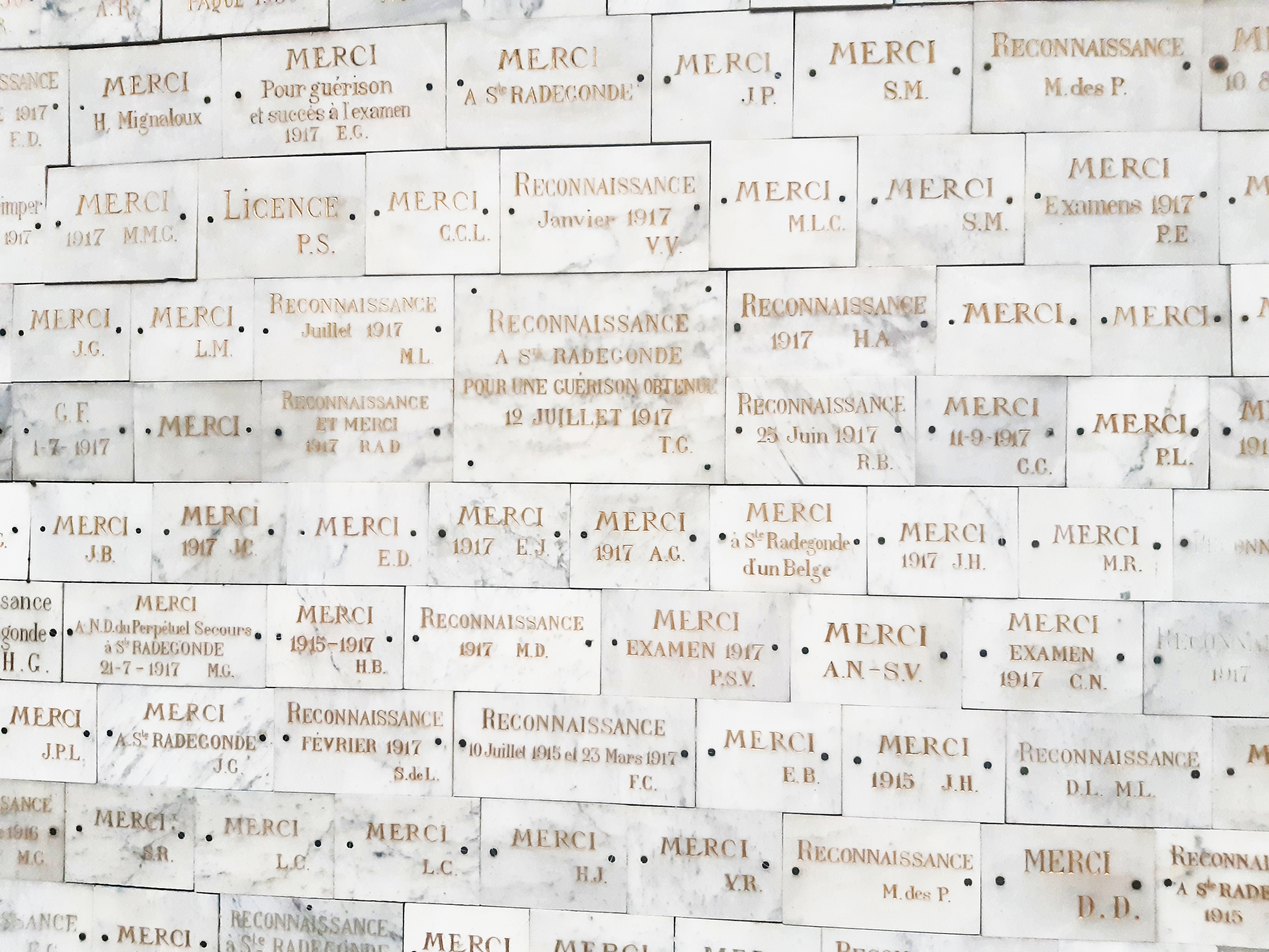
Exemples d'ex-votos de pèlerins recouvrant les murs de l'église.

L'église Sainte-Radegonde fait partie des sanctuaires romans du Poitou qui honorent les reliques de saints locaux comme c'est le cas pour l'abbaye de Saint-Maixent qui abrite le corps de Saint Maixent, mort vers 515, ou l'Église Saint-Hilaire le Grand de Poitiers qui conservait des reliques du saint évêque Hilaire ou enfin de Saintes avec ceux de l'évêque Saint Eutrope.
Des miracles, survenus sur le tombeau de sainte Radegonde dès sa mort, attirent rapidement des pèlerins. Le XIe siècle représente une étape importante, puisqu’en 1012 l’abbesse Beliarde retrouve dans le sol le tombeau de la sainte, le fait dégager, fait restaurer la crypte et la fait éclairer par des lampes. Deux manuscrits de la médiathèque de Poitiers conservent le récit de quinze miracles de sainte Radegonde , datés de 1249 à 1306 et c’est en effet à partir de la fin du XIIIe siècle que les textes permettent de saisir différentes fêtes de l’année en l’honneur de sainte Radegonde, à savoir le jour de la mort de la sainte, le 13 août, auquel s’ajoutent quatre autres fêtes, le 28 février, 3 août, 25 octobre et 19 novembre. Jean de Berry, fils du roi Jean le Bon, comte de Poitou de 1372 à 1416, montre une dévotion particulière pour sainte Radegonde et obtient en 1412 l’autorisation d’ouvrir la tombe pour y prendre quelques reliques ; plusieurs miracles se seraient manifestés à cette occasion. Au milieu du XVe siècle on transcrit dans les registres du corps de la ville la légende du miracle des clés, miracle que la légende fait remonter au début de XIIIe siècle, époque qui ne correspond cependant pas à réalité historique des événements politiques: un clerc du maire aurait projeté d’ouvrir la ville aux Anglais ; mais il ne put mettre la main sur les clefs, que l’on retrouva par miracle dans les mains de la statue de Notre-Dame en l’église de Notre-Dame-la-Grande tandis que la Vierge, assistée d’Hilaire et Radegonde, apparaissait sur les remparts et faisait fuir les ennemis.
Le pèlerinage se maintient donc au cours du XVe siècle jusqu’à la profanation du tombeau par les Gascons huguenots en 1562. Quatre ans plus tard, en 1566, les ossements de la sainte, placés dans un coffret de plomb, sont renfermés dans le tombeau. Aux XVIIe et XVIIIe siècles, le culte, ininterrompu, bénéficie de la faveur de la famille royale et des miracles sont encore rapportés, mais peu à peu les pèlerinages deviennent atones et sont même entièrement interrompus durant la période révolutionnaire. Ils sont restaurés au XIXe siècle et bénéficient de la diffusion croissante de la piété mariale surtout après la proclamation, en 1854, de l’Immaculée Conception. L’amplification est donc nette sous le Second Empire avec un enracinement dans la piété populaire.
Le philosophe et historien Hippolyte Taine (1828-1893) a laissé un témoignage de son expérience  de pèlerinage à l'église Sainte-Radegonde :
« On compte par an 300 000 personnes qui viennent à la châsse de Sainte Radegonde; quand vient la fête de la sainte en août, les pèlerins sont si nombreux et en général si pauvres, qu'ils couchent dans une sorte de camp hors de la ville. J'ai vu le tombeau: il est dans une jolie église gothique du XIIe siècle déjà fortement enfoncée en terre.... C'est vraiment un spectacle du Moyen Âge ce flamboiement violent, au fond d'une sorte de puits, au-dessus des os d'une morte, c'est une vision de Dante; il y a de quoi remuer les nerfs, dans le silence tragique de cette obscurité terrible; c'est la fosse mystique d'une sainte qui, du milieu de la pourriture et des vers, voit dans son cachot de terre gluante entrer le rayonnement éblouissant du Sauveur »
.